# Univers de Naruto
 (janvier 2024).
L’univers de Naruto est un univers de fiction créé par Masashi Kishimoto dans lequel se déroule l’histoire du shōnen manga Naruto, et des anime associés.
Dans l’univers de Naruto, issu de nombreuses influences, les protagonistes principaux sont des ninjas animés d’une force spirituelle appelée chakra, qui leur permet d’utiliser toute une palette de techniques de combat (jutsu) fictives, variant selon l’utilisateur. En complément à cette originalité, l’apparence de ces ninjas est loin des stéréotypes habituels du Japon féodal auxquels la série emprunte cependant de nombreuses notions, les mélangeant avec certaines venues du shintoïsme, du bouddhisme, ou même du taoïsme et de l’hindouisme.
Les ninjas sont organisés en villages cachés, servant leur pays par des missions diverses et variées lorsqu’ils ne sont pas en guerre. Chaque village a sa propre organisation interne, et le chef, le plus puissant des ninjas du village, appelé kage, possède une certaine autonomie, même s’il est nommé par le daimyo, représentant le commandement civil du pays, et auquel il reste subordonné.
La hiérarchie suit les règles du shōnen, où les jeunes sont formés par leurs aînés.

## Création et conception

### Influences
Afin de créer des personnages aussi originaux que possible, Masashi Kishimoto a observé les autres mangas shōnen. Il cite notamment comme influence le mangaka Akira Toriyama, créateur de Dragon Ball, dont le personnage débordant d’énergie et à la réflexion naïve, Son Gokû (qui représente pour lui « l’archétype d’un héros de shōnen »), a inspiré le héros Naruto, ou les jeux de regards inspirés de ceux de Son Gokû et Freezer. Le « côté malfaisant » de Goku a également inspiré celui de Naruto (possédé par un démon, et à l’enfance malheureuse).
Kishimoto cite également l’influence de Toriyama pour ses dessins animaliers ; il pense qu’un bon dessinateur de mangas doit être également un bon dessinateur animalier, et c’est pourquoi le monde de Naruto possède une faune riche et variée (les animaux apparaissant sous forme d’invocations en sont de nombreux représentants) ; il précise qu’il aime particulièrement les chiens, et que c’est pourquoi ceux-ci jouent divers rôles importants dans le manga.
Les armes qui composent l’arsenal très varié du monde de Naruto sont également souvent inspirées de celles vues dans d’autres mangas.
L’auteur mentionne également des influences du monde du cinéma et de la télévision, comme celle du film Matrix qu’il dit adorer et qui lui a inspiré certains éléments de costumes, comme celui de Gaara qui lui remonte haut sur le cou lors de ses apparitions suivant l’examen chūnin. Il affirme aussi avoir vu de nombreux films de la série Jingi du réalisateur Kinji Fukasaku, aimant les modes et coutumes japonaises représentées dans ces yakuza eiga (notamment les relations maître-élève), et beaucoup de séries dramatiques (tokusatsu) quand il était jeune (lui ayant notamment inspiré le concept des « équipes » de ninjas). Le monde des jeux vidéo de rôles (RPG) lui a également inspiré des éléments de l’univers de Naruto, comme la disparité dans les équipes, ou les signes exécutés pour créer des techniques, rappelant les incantations.
Pour ses paysages et costumes, le mangaka s’inspire parfois de la Chine, aimant dessiner des statues de dragons, ou n’hésitant pas à représenter un crapaud dans un costume de moine guerrier Shaolin, ; mais il est également influencé par le style japonais, pour certains dessins d’arbres ou de montagnes notamment,, et s’est inspiré des habits qu’il portait enfant (notamment pour concevoir le costume de Naruto), aimant les habits un peu démodés, mais gardant un côté « cool ». Les paysages de son enfance (dans un « village tranquille » de la préfecture d’Okayama) lui ont inspiré certains dessins de forêts et de rivières,. Il déclare « visiter souvent les jardins japonais et assister à des séances de kabuki » pour trouver l’inspiration.
Concernant la gastronomie, Kishimoto s’inspire tout autant de la nourriture traditionnelle japonaise (ramen, dango, yakiniku…), que de la malbouffe des pays occidentaux (chips, sodas, friandises),.

### Création de l’univers du manga

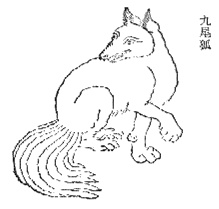
Illustration dans le Shanhaijing, représentant un.

Quand Kishimoto a pensé à la mise en scène du manga Naruto, il s’est tout d’abord concentré sur le design du village caché de Konoha. Kishimoto affirme que ce design a été créé « de manière assez spontanée et sans trop de réflexion », mais admet que le paysage s’inspire des alentours de sa maison d’enfance située dans la préfecture d’Okayama au Japon.
Kishimoto a créé Konoha sans préciser de période historique (la supposant toutefois « proche de celle d’aujourd’hui ») ou d’emplacement géographique en rapport avec le monde réel, ajoutant que l’emplacement du village est simplement « un lieu sorti de [son] imagination ». Il note tout de même que s’il devait définir un climat et une topographie, ils seraient proches de ceux de la ville de Kyōto au Japon, cette information étant assez spéculative, du fait qu’il n’a jamais visité cette ville.
Comme le monde de Naruto est un univers de fiction, Kishimoto précise qu’il a dû « créer certaines règles non négociables » (comme des restrictions dans l’utilisation des armes), et les appliquer de manière systématique, afin que l’action se déroule agréablement.
Pour construire son univers, Kishimoto aime également effectuer ses propres recherches dans la culture japonaise qu’il apprécie beaucoup, pour ensuite y faire référence ; il voulait également puiser dans l’astrologie chinoise qui fut très présente au Japon. On peut noter par exemple l’apparition dans la narration de certains monstres légendaires des rites shinto ou de la tradition japonaise, comme kyūbi no kitsune, le renard à neuf queues, le bake-danuki, le tanuki transformiste, et le Nekomata (trois animaux polymorphes), ou le baku et Yamata-no-Orochi.
Certaines techniques portent également les noms de dieux majeurs du shintoïsme : Tsukuyomi, Amaterasu, Susanoo, Izanagi et Izanami ; de même, on retrouve certains objets légendaires, comme les épées Kusanagi et Totsuka, et le miroir de Yata. Le symbole du tomoe est également largement repris sous diverses formes tout au long du manga.
On peut également faire certains rapprochements avec des éléments tirés d’œuvres de la littérature asiatique, les Sannin ayant par exemple des noms similaires et des caractéristiques proches des personnages du conte Jiraiya Goketsu Monogatari… De même, le bâton utilisé par le 3e Hokage, issu d’une transformation du « Roi des Singes » Enma, peut changer de dimensions et est indestructible, telle l’arme utilisée par le singe Sun Wukong, personnage principal du Voyage en Occident de Wu Cheng'en qui avait déjà inspiré Son Gokû à Akira Toriyama.

## Chakra

Principe de malaxage du chakra.

Le chakra (チャクラ) du sanskrit « roue » ou « disque » (चक्र), est dans l’univers de Naruto un flux énergétique parcourant tout être vivant via les méridiens (経絡系, Keirakukei),, réseau de minuscules canaux tels les vaisseaux sanguins. Le système circulatoire du chakra est présent non seulement au niveau macroscopique, entourant les organes internes décrits comme « produisant le chakra », mais également au niveau cellulaire, reliant les noyaux les uns aux autres.
Comparable au ki (気) du taoïsme et servant à l’exécution de jutsu, il est généré par la combinaison de l’énergie corporelle (身体 エネルギー, shintai enerugī), créée par la condition physique et l’entrainement du ninja, et de l’énergie spirituelle (精神 エネルギー, seishin enerugī), créée par la volonté ou l'intelligence ,. Des signes incantatoires peuvent aider à son malaxage et sa manipulation.
Chaque ninja possède, lorsqu’il « malaxe » le chakra, un sens naturel de rotation autour de l’axe du corps ; ce sens peut être déterminé en observant la courbure des cheveux au sommet du crâne. Ressentir son sens de rotation du chakra demande un « sixième sens », mais permet à un ninja d’éviter des interruptions intempestives du flot du chakra lors de l’utilisation du ninjutsu.
Pour justifier l’utilisation de pouvoirs « spéciaux », Masashi Kishimoto explique qu’il a dû trouver une explication plausible. Il a donc inventé un concept de « force » (similaire au concept de Star Wars, de Ki dans Dragon Ball Z ou de « points magiques » dans les jeux de rôle), qu’il a nommé chakra sans pour autant avoir une affinité particulière avec le mysticisme est-indien.

### Circulation du chakra

Les huit « portes » dans le corps humain.

Les méridiens et les cavités de chakra (tenketsu) vus par le Byakugan.

La circulation du chakra est régulée à travers le corps par 361 cavités (点穴, tenketsu, lit. « points vitaux ») réparties le long des méridiens qui, par le biais de manipulations précises, peuvent augmenter ou stopper totalement le flux. À cela s’ajoutent huit « portes », des concentrations de points vitaux le long du méridien principal qui agissent comme de véritables barrages à la force autodestructrice du flux.
1. Porte initiale (開門, Kai Mon?)
2. Porte de la guérison (休門, Kyū Mon?)
3. Porte de la vie (生門, Sei Mon?)
4. Porte de la blessure (傷門, Shō Mon?)
5. Porte de la rétention (杜門, To Mon?)
6. Porte de la contemplation (景門, Kei Mon?)
7. Porte de l’extase (驚門, Kyō Mon?)
8. Porte de la mort (死門, Shi Mon?)

En levant les verous psychiques, des techniques de concentration permettent de s’affranchir de telles limites et d’accomplir des kinjutsu (禁術, techniques interdites) comme la Fleur de Lotus recto ou verso en ouvrant les portes. Une telle pratique permet naturellement de décupler sa force, mais comme beaucoup de techniques ultimes, elle est à double tranchant et les répercussions de l’ouverture de portes sont extrêmement sévères pour la condition physique de l’utilisateur. L’ouverture de la huitième porte est décrite comme l’accès à une force colossale, supérieure même à celle des ninjas les plus forts, mais aussi comme synonyme de mort. De rares ninjas comme Gaï Maito, ou Rock Lee, peuvent lever les verous psychiques et ouvrir les portes.

### Nature du chakra

#### Godai Seishitsu Henka

Diagramme des relations dominant-dominé entre éléments.

Selon l’univers du manga, l’exécution des ninjutsu élémentaires nécessite la pratique du Godai Seishitsu Henka (五大性質変化, Transformation de nature des cinq éléments), consistant à changer la nature du chakra en l’un des cinq éléments de la tradition japonaise :
- le feu (火, Hi?), qui permet l’utilisation des techniques Katon (火遁, L’art de manipuler le feu?) ;
- le vent (風, Kaze?), qui permet l’utilisation des techniques Fūton (風遁, L’art de manipuler le vent?) ;
- la foudre (雷, Kaminari?), qui permet l’utilisation des techniques Raiton (雷遁, L’art de manipuler la foudre?) ;
- la terre (土, Tsuchi?), qui permet l’utilisation des techniques Doton (土遁, L’art de manipuler la terre?) ;
- l’eau (水, Mizu?), qui permet l’utilisation des techniques Suiton (水遁, L’art de manipuler l’eau?).

Ces éléments sont liés entre eux par une sorte de pierre-feuille-ciseaux à cinq éléments, : le feu consume le vent ; l'eau éteint le feu ; la terre absorbe l'eau ; la foudre brise la terre ; le vent tranche la foudre. Ce cercle de relations est assez important car pratiquer une technique liée à une affinité signifie, certes, avoir un point fort contre un second élément, mais aussi une faiblesse contre un troisième.

#### Affinité

Papier à chakra.

Le chakra de chaque individu possède une affinité plus forte avec un des cinq éléments de base : cette particularité facilitant la manipulation de l’élément en question, la connaissance de son affinité permet, en se spécialisant, de développer ses compétences. La détermination de l’élément de plus grande affinité nécessite l’utilisation d’un papier spécial qui est rempli de chakra,, :
- si le papier brûle, le chakra possède une affinité de type feu ;
- si le papier se coupe, le chakra possède une affinité de type vent ;
- si le papier se froisse, le chakra possède une affinité de type foudre ;
- si le papier se désagrège, le chakra possède une affinité de type terre ;
- si le papier s’humidifie, le chakra possède une affinité de type eau.

Bien que cette pratique ne révèle que la principale affinité, connaître celle-ci reste tout de même très utile puisque cela signifie une consommation moindre de chakra et une plus grande facilité d’exécution.
L’utilisation de plusieurs éléments de manière simultanée est impossible. Seuls certains kekkei genkai et le fait d’être un jinchūriki d’un bijū élémentaire autorisent l’affranchissement d’une telle limite.

#### Keitai Henka

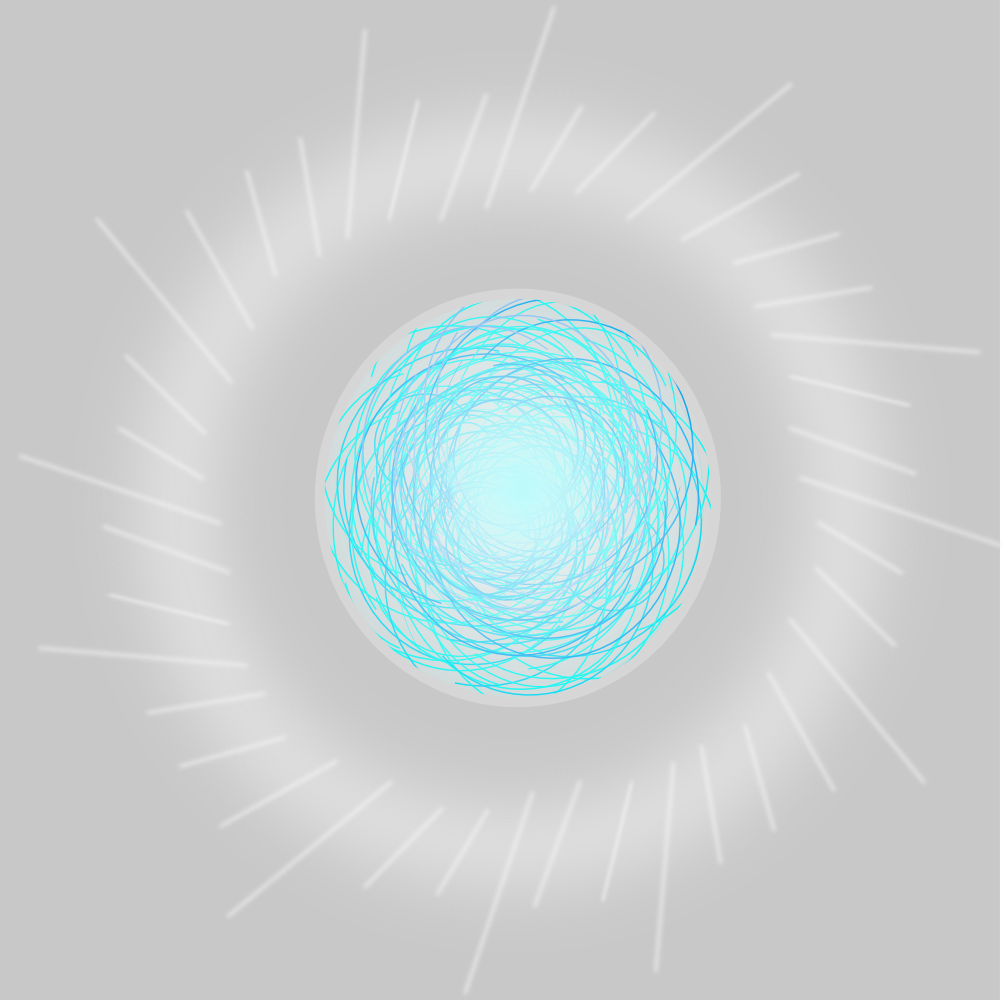
L’orbe tourbillonnant.

En plus de la manipulation de la nature du chakra, il existe une autre manipulation plus rare appelée Keitai Henka (形態変化, Manipulation de forme). Cette manipulation consiste à remodeler le chakra pour lui donner une forme spéciale et visible à l’œil nu. Réaliser à la fois une transformation de nature et de forme est présenté comme difficile car demandant de se concentrer sur deux choses opposées à la fois, comme de « regarder à gauche et à droite en même temps »,.
Deux exemples sont cités au cours du manga : la technique des « Mille oiseaux » – nommée ainsi en raison du son caractéristique proche du pépiement qu’elle produit – qui fut créée par Kakashi Hatake et qui consiste à donner au chakra une forme d’éclair bleu en plus de changer la nature en foudre ; et l’« Orbe tourbillonnant » créée par Minato Namikaze qui prend la forme d’un orbe de chakra tourbillonnant au creux de la main sans changement de nature. Cette dernière est décrite comme le keitai henka parfait par Kakashi Hatake.
La seconde technique est transmise au héros par Jiraya, et la première est enseignée à Sasuke, la némésis de Naruto, par Kakashi qui a créé cette technique en se basant sur la seconde.

#### Yin et yang

Symbole du yin et du yang.

Le yin et le yang est un concept taoïste représentant une vision philosophique où chaque chose et son contraire se retrouvent dans tous les aspects de la vie et de l’univers au sein d’une relation symbiotique et complémentaire. Le yin (陰, en japonais in) représente entre autres les aspects négatifs de toute chose alors que le yang (陽, en japonais yō) en représente les aspects positifs. Ils peuvent aussi représenter respectivement le corps et l’esprit.
Dans l’univers de Naruto, des techniques ou des disciplines telles que la « manipulation des ombres », le « décuplement », la médecine ninja ou le genjutsu sont implicitement décrites comme étant liées à l’équilibre entre le yin et le yang du chakra, ou encore entre l’énergie physique et l’énergie spirituelle de celui-ci. Selon les préceptes du taoïsme, le yin ne peut aller sans le yang et inversement ; cependant, des techniques comme les spectres de chakra spirituel de Tayuya qui exploitent un déséquilibre volontaire du chakra rendent celui-ci instable, lui permettant par exemple de dévorer l’énergie qui lui manque.
Cet équilibre est également présent chez les réservoirs à chakra que sont les démons à queues, Minato Namikaze n’ayant scellé, selon Jiraya, que la partie yang du Kyûbi dans le corps de son fils,.

### Chakra d'ermite

Principe de malaxage du chakra d’ermite.

Le chakra d’ermite est une forme différente de chakra qui permet la pratique du senjutsu (仙術, techniques d’ermite).
En plus de l’énergie corporelle et de l’énergie spirituelle, le malaxage du chakra d’ermite requiert de l’« énergie naturelle » (自然•エネルギー, shinzen enerugī) (que l'on trouve dans la nature : le sol le ciel, ...) qu’il faut parfaitement équilibrer avec les deux autres (en maîtrisant les flux entrant et sortant d’énergie naturelle dans le corps), sous peine de se transformer tout d’abord en crapaud, puis de fusionner avec la nature au point de devenir pierre, ce qui donne une statue de crapaud géant, en pierre. Le senjutsu n'est cependant pas une technique exclusive aux crapauds ; les serpents le maîtrisent également.
Contrairement au chakra ordinaire, le malaxage d’un tel chakra demande de « faire un avec la nature », ce qui nécessite une concentration et une immobilité parfaites, plongeant l’« ermite » dans une méditation profonde et le mettant ainsi en péril tant qu’il équilibre les énergies (il est exposé en cas d’attaque). Cependant, une fois atteint le stade d’ermite, le ninja décuple sa puissance et sa force.
Alors que les concepts précédents s’inspirent du taoïsme et plus particulièrement du yin et yang et du symbole taijitu (太极图, taìjítú), le senjutsu s’inspire du concept bouddhiste de trikāya et du symbole gankyil.

## Jutsu
Les jutsu (術, techniques) sont l’essence même du ninpō dans le manga Naruto. Ce sont des techniques de combat ou de soutien qui représentent la mise en pratique d’un savoir-faire qui ne s’acquièrent qu’après un long entraînement qui vise à développer et contrôler ses ressources physiques et spirituelles.
Ils peuvent être purement physiques, comme le répertoire du Taïjutsu (体術, l’art du combat au corps à corps) ou celui du Kenjutsu (剣術, l’art du combat à l’épée), ou compter sur la force mentale du ninja par la modulation et la transformation du chakra, comme le répertoire du Genjutsu (幻術, l’art des illusions) ou celui du Ninjutsu (忍術, l’art du ninja).
Selon le site d’IGN, les Jutsu sont une des notions les plus amusantes dans Naruto, du fait de leur incroyable diversité. Les signes compliqués nécessaires à ces techniques, les particularités physiques uniques et la puissance destructive pure du Ninjutsu sont les éléments qui ont rendu la série très populaire.
Une partie importante des Databooks (« livres de données » sur la série) y est d’ailleurs dédié, faisant un listage minutieux de ces Jutsu, accompagné de nombreux détails techniques,,.

### Techniques de base
Les techniques de base sont les techniques enseignées à l’académie ninja et censées être maîtrisées par tous les ninjas ayant obtenu le grade de genin. Elles sont classées de rang « E » (le plus faible). Ces techniques comportent :
- la Technique de clonage (分身の術, Bunshin no jutsu?) où l’utilisateur crée des clones inconsistants de lui-même.
- la Métamorphose (変化の術, Henge no Jutsu?)[DB 10] consistant à prendre l’apparence d’une personne, d’un animal ou d’un objet.
- la Technique de permutation (変わり身の術, Kawarimi no Jutsu?)[DB 11] consistant à permuter quelque chose (son corps, ou celui de quelqu’un d’autre) avec autre chose (une bûche, le plus souvent).
- la Technique pour dénouer les liens (縄抜けの術, Nawanuke no Jutsu?)[DB 12] consistant à se détacher lorsqu’on est pieds et poings liés.

### Ninjutsu
Le Ninjutsu est l’art du ninja. Ce type de techniques consomme habituellement une importante quantité de chakra. Il utilise abondamment la nature du chakra et nécessite de savoir le « malaxer » correctement.

#### Signes incantatoires
Les signes incantatoires sont des mouvements manuels nommés Mudrā (ou Tao), nécessaires à l’exécution du Ninjutsu. En effet, pour effectuer une technique, un ninja doit non seulement malaxer du chakra dans des zones spécifiques du corps, mais également faire un enchaînement de signes (chaque technique ayant un enchaînement différent).
Remarque : le nombre de signes à exécuter n’est pas proportionnel à la complexité ou à la puissance de la technique.
Les 12 signes de bases proviennent de l’horoscope chinois.
Selon Masashi Kishimoto, il a développé ce système comme alternative aux incantations verbales dans les RPG pour lancer des sorts. L’auteur explique également qu’il aime beaucoup dessiner les mains et les doigts.

Mudrā du rat
Mudrā du buffle
Mudrā du tigre
Mudrā du lièvre
Mudrā du dragon
Mudrā du serpent
Mudrā du cheval
Mudrā de la chèvre
Mudrā du singe
Mudrā du coq
Mudrā du chien
Mudrā du cochon

Il existe également des signes spécifiques à certaines techniques comme la chèvre modifiée du « Multi clonage » (appris par Naruto Uzumaki dans le tout premier chapitre du manga) :

Mūdra du « Multi clonage »

### Invocations
L’art des invocations est une branche du Ninjutsu qui permet d’invoquer des êtres vivants ou des objets avec la technique Kuchiyose no Jutsu (口寄せの術).
Dans le cas d’invocation de créatures, l’invocateur doit au préalable avoir signé de son sang, un contrat qui le lie à la, ou les créature(s) à invoquer. Il pourra ensuite, lorsqu’il le désire, faire apparaître une créature avec laquelle il a fait un tel pacte, en offrant quelques gouttes de son sang et en exécutant les Mudrā adéquats (Cochon - Chien - Coq - Singe - Chèvre).
L’invocation d’objets ne nécessite pas de sang, mais passe par l’usage de parchemins ou de tatouages spéciaux.

### Techniques héréditaires
Les techniques héréditaires (血継限界, kekkei genkai, litt. « technique limitée à l’héritage par le sang ») sont des techniques qui se transmettent de génération en génération et qui sont inaccessibles aux autres ninjas.
On distingue principalement trois catégories : les Dōjutsu soit littéralement l’art d’utiliser les pupilles, les fusions d’éléments permettant l’utilisation de techniques élémentaires uniques, et l’ensemble de toutes les autres techniques héréditaires qui n’entrent pas dans les catégories précédentes en raison de leurs spécificités uniques et parfois limitées à un ninja.
Certaines techniques peuvent être considérées comme héréditaires, car utilisées par un seul clan, mais ne se transmettent pas par le sang : ce sont les « techniques secrètes » (秘伝, hiden) l'utilisation de ces techniques est uniquement enseignée au sein d'un même clan. On peut y compter les techniques de manipulation des ombres du clan Nara, les techniques de décuplement de tout ou partie du corps du clan Akimichi, les techniques de manipulation d’insectes du clan Aburame, ou les techniques de manipulation de l’esprit du clan Yamanaka.
Il existe une technique héréditaire extrêmement rare et puissante, le Kekkei Tôta. C'est une technique qui mélange trois affinités de chakra, alors qu'un kekkai genkai n'en mélange que deux. Le kekkai tôta n'est possédé que par deux personnes connues dans les Cinq Grandes Nations : le deuxième Tsuchikage, Mû, et le troisième, Ônoki. Leur nature de chakra est le Jinton, l'art de maîtriser la poussière.

### Senjutsu

La position de méditation pour accumuler l’énergie naturelle est similaire à celle du « Grand buddha Amitabha de Kamakura ».

Le Senjutsu (仙術) est une branche du Ninjutsu qui représente l’ensemble des techniques utilisant le chakra d’ermite. Ce sont généralement des techniques classiques mais dopées en puissance par l’« énergie naturelle ».
Cet art est notamment pratiqué par les crapauds ermites habitant au Mont Myôboku (妙木山, Myōboku Zan).
Il est également utilisé par plusieurs ninjas dans le manga, comme Jiraya et Naruto Uzumaki, qui l’ont appris avec les crapauds.
Au Mont Myôboku, sous la tutelle de Fukasaku, l’entraînement de Naruto a suivi trois étapes.
1. Il faut tout d’abord parvenir à maîtriser l’accumulation de l’énergie naturelle à l’aide de l’huile des crapauds qui a le pouvoir d’attirer l’énergie naturelle. Cette partie de l’entraînement est très dangereuse car le néophyte se fait très rapidement dépasser par l’énergie naturelle et se transforme alors en crapaud[15]. Son maître doit surveiller, avec un bâton capable d’absorber cette énergie, que son élève ne passe pas le point de non-retour, en le frappant violemment du bâton au début de la transformation. L’huile n’ayant de consistance qu’au Mont Myôboku (elle s’évapore dès qu’elle sort de son atmosphère), il est inutile de penser en emmener dans le monde ninja pour l’utiliser et faciliter ainsi l’accumulation d’énergie naturelle[18].
2. Il faut ensuite parvenir à accumuler et équilibrer l’énergie naturelle sans huile (en maîtrisant les flux entrants et sortants), ce qui nécessite une immobilité parfaite et une communion avec la nature. Pour que Naruto parvienne à rester parfaitement immobile, Fukasaku le place sur une dalle de pierre en équilibre sur un piton rocheux dans une position proche de la position du lotus. Lorsque cette étape est terminée, la pigmentation des ermites apparaît autour des yeux[19].
3. Il faut enfin apprendre à utiliser l’énergie naturelle pour le combat, notamment le « kata des crapauds » (un taijutsu extrêmement rapide)[16].

Naruto est parvenu à équilibrer parfaitement les trois chakra, grâce notamment à sa quantité phénoménale de chakra « classique ». Jiraya n’y est pas totalement parvenu et, par conséquent, se transforme un peu en crapaud lorsqu’il passe en « mode ermite ».
Un ninja en « mode ermite », du fait qu’il utilise l’énergie naturelle, récupère plus vite. Il peut également ressentir le chakra de toutes les formes vivant alentour dans un large périmètre.
Le grand risque du « mode ermite » est la période d’immobilité nécessaire qui laisse le ninja à la merci de son opposant ; réussir à passer dans ce mode nécessite donc des alliés qui permettent de « gagner du temps ». L’autre problème est qu’un ninja, combattant dans ce mode, n’est plus immobile, et n’engrange donc plus l’énergie naturelle ; il ne peut donc utiliser le senjutsu que durant une période approximative de cinq minutes. Pour pallier ce problème, les crapauds du Mont Myôboku utilisent la « fusion » : un crapaud fusionné sur l’épaule du ninja engrange de l’énergie naturelle, ce qui permet de prolonger le « mode ermite ».
Ne pouvant fusionner à cause de Kyûbi, Naruto utilise un autre stratagème basé sur le « Multi clonage », laissant des clones accumuler l’énergie naturelle au Mont Myôboku et les invoquant au besoin pour récupérer leur énergie en les dissipant.
Plus tard, dans la série, l’utilisation du senjutsu est rencontrée chez d’autre personnages, maîtrisée (Kaguya et ses descendants directs, Kabuto, Hashirama Senju) ou non (membres du clan de Jûgo).

### Genjutsu
Le Genjutsu est l’art des illusions et des artifices. Cette technique consiste à manipuler les liaisons synaptiques qui s’effectuent dans le cerveau afin de dérégler les organes perceptifs. Ces troubles de la perception sont causés par l’injection de chakra dans l’encéphale. C’est un type de techniques qui requiert un haut niveau intellectuel. Les ninjas qui maîtrisent le Genjutsu peuvent leurrer leurs adversaires en jouant sur leur environnement. La victime sera alors plongée dans une sorte de rêve éveillé : elle aura l’impression de percevoir, ouïr et sentir des choses. Ainsi, le ninja peut dominer son adversaire en le manipulant.

### Taijutsu
Le Taijutsu est l’art du combat au corps à corps. Le Taijutsu renvoie donc à toutes les techniques des arts martiaux ou faisant intervenir le corps du ninja dans un combat rapproché. Il fait entrer en compte la force physique et la vitesse de déplacement.
Ce type de techniques n’utilise usuellement pas de chakra ; il s’agit le plus souvent d’un ensemble de coups de poing ou de pied, de blocages, de sauts, de déplacements agiles et de parades. Toutefois, l’ajout de chakra a la capacité de perfectionner ou de renforcer une technique.
Dans le monde de Naruto, il existe deux branches du Taijutsu : le Gōken et le Jūken.
Le 4e Raikage, ainsi que son père le 3e Raikage, utilisent également un style ninja spécial, le Nintaijutsu, qui combine des éléments du Ninjutsu (comme le recouvrement du corps par une enveloppe de chakra de type foudre) et du Taijutsu (de puissantes attaques physiques combinées aux techniques de Ninjutsu).

#### Gōken
Le Gōken (護 憲, litt. Poing dur) est le style de combat le plus répandu. Il consiste à infliger des dommages corporels externes comme des fractures ou des hématomes. La plupart des ninjas pratiquent ce style, mais les réels spécialistes en ce domaine sont Maito Gai et son disciple Rock Lee, dont le nom et le style (notamment la « technique de l’homme ivre », ou Zui quan) sont inspirés de Bruce Lee.

#### Jūken

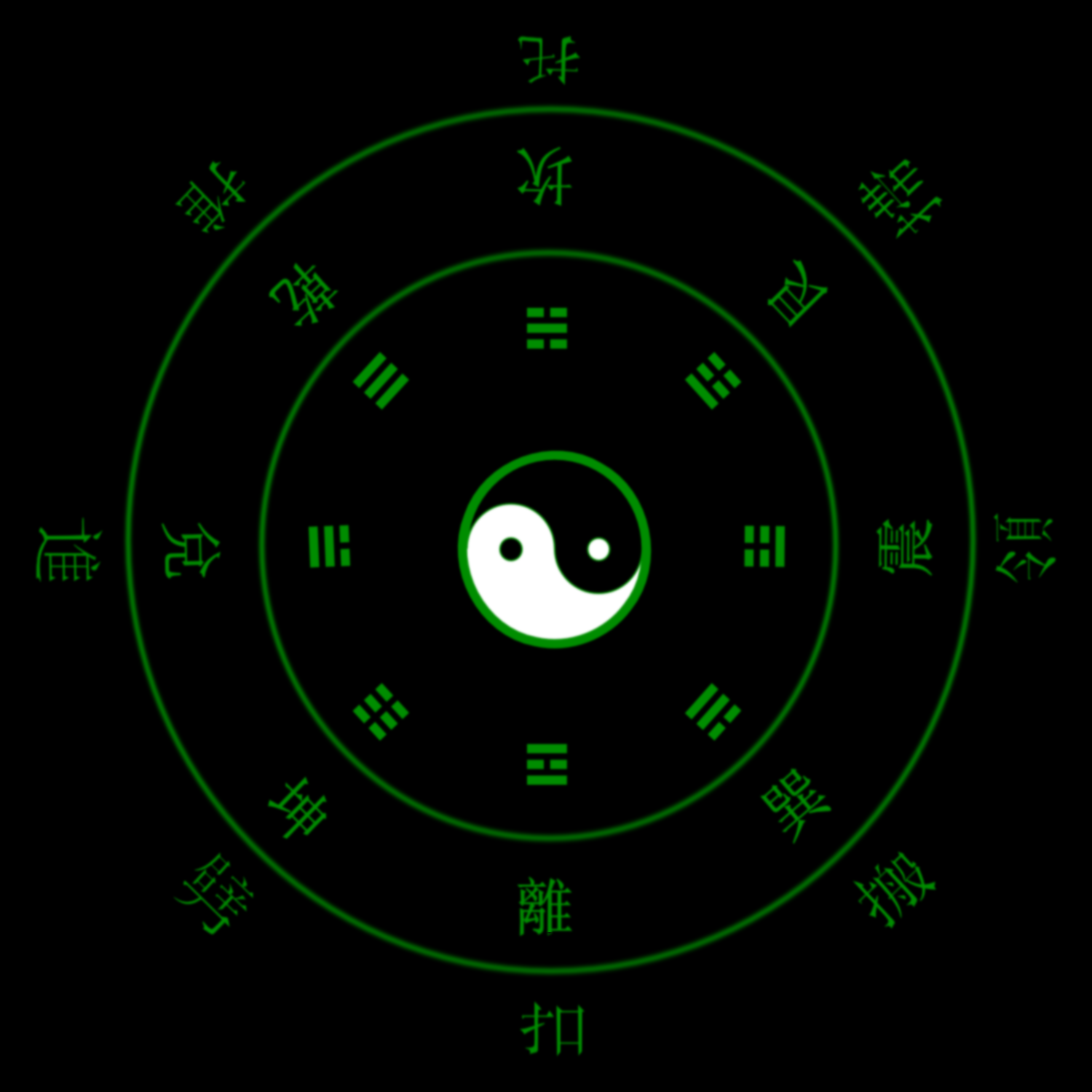
Le cercle de divination, base de certaines techniques de jūken.

Le Jūken (柔 拳, litt. Poing souple) est un style de combat connu uniquement du clan Hyûga. Il ne peut se pratiquer qu’avec le Byakugan, car il demande une vue parfaite des méridiens et des cavités de chakra (tenketsu). Il inflige des dommages internes par des pressions sur les Tenketsu qui diminue ou stoppe le flux de chakra. Le système circulatoire du chakra étant enchevêtré avec les organes internes, une simple perturbation peut occasionner de lourds dégâts.
Certaines techniques du Jūken sont basées sur un « cercle de divination » formé d’une bāguà à laquelle s’ajoute un cercle externe orné de kanjis représentant 8 des 24 caractères clés du Ba Gua Zhang. Le Hyûga se place au centre du cercle dans une position particulière lui permettant par la suite de frapper avec une précision et une vitesse inégalée certains points, que ce soit pour se défendre (dévier ou contrer des projectiles par exemple), ou pour attaquer (une de ces techniques permet notamment de frapper très rapidement 64 Tenketsu de l’adversaire, bloquant complètement la circulation de son chakra),.

### Sceaux

Le Shiki Fujin qui garde Kyûbi en Naruto.

L’art des sceaux, appelé Fūinjutsu (封印術) est un art qui permet d’emprisonner des entités dans un corps ou sur un parchemin, mais également d’agir sur les aptitudes physiques et mentales d’un individu sur lequel on appose le sceau. Un sceau laisse une marque spécifique (un kanji, un tomoe…) sur le corps ou le parchemin utilisé.
Le Jūin Jutsu (呪印術) est un art dérivé concernant les sceaux anathématisés (dits « maudits »). Ce type de techniques consiste à agir de manière néfaste sur les dispositions physiques et mentales de l’individu scellé, en lui ajoutant un pouvoir spécial par exemple, comme dans le cas de la Marque maudite d’Orochimaru (Kubiwa), ou en lui limitant ses capacités, comme dans le cas de la svastika (représentant un oiseau en cage stylisé), chez le Hyûga de la bunke (branche secondaire de la famille), ou les sceaux utilisés par Danzô Shimura.
Créer un sceau nécessite parfois de longs préparatifs et un rituel particulier, comme lorsque Kakashi Hatake tente d’endiguer la marque maudite apposée sur Sasuke Uchiwa, ou lorsque Jiraya scelle le feu de la « Lumière céleste » (Amaterasu).

### Kinjutsu
Les techniques interdites (禁術, Kinjutsu) sont une classe de techniques prohibées, car jugées extrêmement dangereuses pour l’utilisateur (classées de rang S), ou encore contraires à l’éthique (comme le « Sexy-Meta » de Naruto et Konohamaru, consistant à prendre la forme d’une jeune femme nue aux formes généreuses, et aguicheuse). Ces techniques, protégées secrètement par le Kage lui-même dans des rouleaux, ont été défendues pour des raisons propres à la technique. Pour le ninja d’un village, il est théoriquement interdit d’exploiter ou de professer un tel savoir sauf si des événements cruciaux se présentent. Les ninjas maîtrisant de tels Jutsu sont peu nombreux…
Certains ninjas se sont spécialisés dans ce genre de techniques, comme Orochimaru qui en maîtrise un grand nombre, dont certaines qu’il a lui-même inventées, et n’hésite pas à les utiliser.

## Histoire et légendes

### Origine duchakra

#### Kaguya Ôtsutsuki

L’œil au milieu du front de Kaguya Ôtsutsuki.

Selon la légende inscrite sur la stèle de pierre sacrée des Uchiwa dans le sous-sol du Sanctuaire Nakano (南賀ノ神社, Nakano Jinja), lieu secret de réunion du clan, le chakra provient d’un arbre divin appelé Shinju (神樹, litt. « Dieu arbre »). Une fois tous les mille ans, cet arbre produisait un fruit qu’il était défendu de toucher.
Le monde des hommes étant ravagé par les guerres, une princesse du nom de Kaguya Ôtsutsuki (大筒木かぐや, Ōtsutsuki Kaguya) venue d'une autre planète, est arrivée pour se protéger d'autres êtres inconnus. Elle est arrivée au pays de So. Le seigneur de ce pays était un jeune homme qui respectait profondément Kaguya du fait qu'elle possédait les Byakugan. Elle pouvait également repousser violemment les personnes près d'elle et les couper en morceaux. Comme le pays de So était persécuté par le pays de Ka et que ce dernier était 3 fois plus puissant militairement, le seigneur interdit d'attaquer les gens de Ka. Le seigneur de Ka voulant enlever Kaguya, et Kaguya ignorant la règle récente, elle se défendit. Le seigneur de Ka le rapportant au seigneur de So, il poursuivit Kaguya sans savoir qu'elle portait leurs enfants. La servante de Kaguya, emportée par sa maîtresse dans sa fuite fut tuée. Kaguya devint alors Jinchuriki de Shinju et lança les Arcanes Lunaires Infinis. Elle devint ainsi la première personne dotée de chakra. Elle était crainte et adorée par les humains sous le nom de « déesse lapin » (卯の女神, Usagi no Megami) ou « démon » (鬼, Oni).
La princesse donna plus tard naissance à deux jumeaux dizigotes, fils du seigneur de So, Hamura (ハムラ) et Hagoromo (ハゴロモ) connus plus tard sous le nom de « Sage des six chemins » (六道仙人, Rikudō Sennin) et qui héritèrent du chakra.
Jalouse du fait que ses fils aient hérité du chakra, elle fusionna avec le Shinju pour se dresser contre eux sous la forme du démon à dix queues Jûbi. À la fin du combat, Hamura et Hagomoro parvinrent à séparer le chakra de Kaguya, et à sceller son corps, la « statue du Démon des Enfers » en créant la Lune. Hagomoro scella en lui le chakra de Jûbi, et resta sur la Terre pour distribuer le chakra aux humains et leur enseigner le ninshu, tandis que Hamura et le reste des Ôtsutsuki partirent sur la Lune pour veiller sur le corps de leur mère. Cette dernière, juste avant d’être scellée, parvient à créer une entité à partir de sa volonté dans le but d’organiser son retour.
Le personnage de Kaguya Ôtsutsuki est directement inspiré de la légende japonaise de la princesse Kaguya (かぐや姫, Kaguya Hime).

### Le Sage des six chemins

#### Hagoromo Ôtsutsuki
Le Sage des six chemins (六道仙人, Rikudō Sennin), de son vrai nom Hagoromo Ôtsutsuki (大筒木ハゴロモ, Ōotsuki Hagoromo), est un personnage de légende, connu pour avoir créé le monde ninja et le ninjutsu (en fait, le « ninshû » (忍宗, litt. « enseignement ninja »), créé pour inspirer l’espoir, le ninjutsu étant une création dérivée dédiée à la guerre). Il possède le dōjutsu (technique utilisant les yeux) le plus puissant qui soit, le Rinnegan.
Jusqu’à son apparition à la fin de la 4e grande guerre ninja, il est représenté sous la forme d’une silhouette dont seuls les yeux sont visibles (révélant ainsi ses pupilles), et porte un collier avec six symboles représentant les six chemins de réincarnation. Lorsque Naruto le rencontre dans son esprit, il possède des cornes liées à sa maîtrise du Senjutsu, une longue chevelure blanche et une barbe qui lui descend jusqu’au niveau du ventre en se terminant en pointe ; il a les cinq cercles concentriques du Rinnegan tatoué sur le front et tient un bâton noir avec un anneau tronqué à une extrémité, et un anneau complet à l’autre extrémité sur lequel sont enfilés six anneaux plus petits.
Le sage possède un pouvoir de création puissant appelé « Izanagi », basé sur la « Création de toute chose (万物创造, Banbutsu sōzō) » combinant l’énergie spirituelle (yin) pour donner forme à partir de rien, et l’énergie physique (yang) pour insuffler la vie à ces formes, pouvoir utilisé pour donner forme à l’imaginaire. Cette technique est utilisée sous une certaine forme par Danzô Shimura et Madara Uchiwa pour obtenir une invulnérabilité temporaire en combinant les pouvoirs du Sharingan et ceux du Premier Hokage pour fusionner l'illusion et la réalité, ce qui leur permet d'ignorer les conséquences de toute attaque ; le Sharingan qui sert de conduit à ce pouvoir est frappé de cécité et perd ses capacités.
Selon Jiraya, le Sage voulait apporter la paix et l’ordre, disant que le ninshû était un pouvoir des cieux, l’outil des dieux, et qu’il pouvait ramener la paix dans un monde chaotique, ou bien, si mal utilisé, complètement le détruire et tout faire retourner à la poussière.
Selon Madara Uchiwa, même s’il ne s’agit que d’un mythe, cette histoire est basée sur des éléments réels, ce qui est finalement avéré par l’apparition et les révélations du Sage lui-même à la fin de la 4e grande guerre ninja.
Le sage fut le premier jinchūriki de l’Histoire, ayant scellé dans son corps Jûbi, le monstre à dix queues, à l’origine des bijū, sauvant ainsi le monde de la puissance destructrice de ce dernier. Grâce à cette action, il fut vénéré par le peuple comme un dieu. Madara le qualifie même de surhomme de par sa puissance et ses capacités extraordinaires.
De sa descendance seraient issus les clans Senju et Uchiwa, qui, ensemble, fondèrent le premier village caché du « monde ninja » (Konoha), initiant ainsi la structure politique qui y amènera la stabilité.

### L’histoire de ses héritiers
L’histoire des héritiers du Sage est contée par Zetsu à Naruto et Sasuke :
Le Sage aurait eu deux héritiers ; sentant venir sa fin et n’ayant pas fait aboutir son rêve de paix dans le monde, il leur légua ses espérances et son pouvoir. L’aîné reçut le Sharingan, un chakra puissant et une grande énergie spirituelle ; son idée de la paix se trouvait dans la puissance. Le cadet reçut la force et l’énergie physique du Sage (un chakra abondant), ainsi que sa volonté ; son idée de la paix se trouvait dans l’amour. Le Sage choisit le cadet pour lui succéder, après leur avoir fait passer un test, se trouvant involontairement à l’origine d’un destin de haine entre les deux lignées, malgré l’affaiblissement des pouvoirs au fil des générations. Les Uchiwa descendent de l’aîné tandis que les Senju de la forêt descendent du cadet.
Lorsque Naruto rencontre le Sage dans son esprit, celui-ci lui raconte une version légèrement différente et plus détaillé de l’histoire de ses enfants :
Le Sage eut deux fils ; l’aîné, Indra, était un génie ayant hérité du chakra et des yeux de son père, et ses facilités, ainsi que son sens aiguisé du combat lui amenèrent à croire que tout était possible avec sa puissance ; le cadet, Ashura, était un raté qui ne parvenait à rien faire sans de longs efforts et l’aide de ses camarades. Cependant, avec le temps, le chakra à l'intérieur d’Ashura s’épanouit, et il acquit une puissance équivalente à celle de son frère, mais comprit que sa force lui venait de ses camarades et ce que signifiait prendre soin des autres ; il finit par en conclure que c’était l’amour et non la puissance qui était le moteur pour rendre toute chose possible. En voyant évoluer ses deux fils, le Sage finit par comprendre à son tour que créer des liens et coopérer avec ses camarades était le vrai chemin vers la puissance ; il créa les démons a queues et fit de son fils cadet l’héritier du ninshû, espérant que son frère se joindrait à lui, mais ce dernier n’accepta pas, encouragé secrètement par l'entité noire issue de Kaguya à entamer une guerre fratricide. Lorsque le corps des deux frères furent détruits, le chakra qu’ils possédaient en eux ne s’évapora pas, mais se réincarna de génération en génération ; Hashirama Senju et Naruto sont ainsi devenus les dernières incarnations d’Ashura, et Madara Uchiwa et Sasuke, celles d’Indra.
Les clans Uzumaki, Senju de la forêt, Hyûga, Uchiwa et Kaguya sont porteurs de plusieurs caractéristiques génétiques du sage, de son frère et de sa mère.

### Les outils précieux du Sage
Les outils précieux du Sage des six chemins (六道仙人の宝具, Rikudō Sennin no hōgu), sont cinq objets utilisés selon la légende par le Sage:
- la « corde d'or» (幌金縄, Kōkinjō?) qui permet de lier sa cible et en extirper l’âme.
- le« sabre des sept étoiles » (七星剣, Shichiseiken?) qui permet de maudire l’âme.
- la « gourde écarlate » (紅葫蘆, Benihisago?) qui permet d’enregistrer et de sceller l’âme.
- l’« éventail de feuilles de palme » (芭蕉扇, Bashōsen?) qui permet d'utiliser les cinq natures élémentaires.
- le « vase d'ambre » (琥珀の浄瓶, Kohaku no jōhei?) qui permet de sceller une personne qui répond à son nom lorsqu'on l'appelle.

Leur utilisation consomme suffisamment de chakra pour tuer rapidement un ninja moyen, seule une réserve phénoménale de chakra permet donc de les utiliser à répétition.

Ces cinq objets étaient tous autrefois en la possession du Pays de la Foudre mais ont été volés par les frères déserteurs Kinkaku et Ginkaku ; le dernier a pu être récupéré par le village de Kumo et a été utilisé pour sceller Hachibi lorsque ce dernier prenait l’ascendant sur un hôte.
Il existe dans le roman traditionnel chinois Le Voyage en Occident des objets aux noms similaires utilisés par deux antagonistes démoniaques appelés en japonais Kinkaku-daiō (金角大王, lit. Grand roi aux cornes d’or) et Ginkaku-daiō (銀角大王, lit. Grand roi aux cornes d’argent).

### Les démons à queues
Les démons à queues appelés aussi bijū sont des êtres mystiques créés par le Sage à partir de Jûbi afin de diviser la puissance de ce dernier. Ils sont très puissants, constitués de chakra et provoquent occasionnellement des dégâts dans le monde ninja,.
Pour les empêcher de nuire, tout comme pour récupérer leurs pouvoirs, les ninjas utilisent une technique pour les sceller à l’intérieur d’une personne appelée alors « hôte » (ou jinchūriki).
Représentant une arme destructrice d’une grande puissance, ils sont l’objet de beaucoup de convoitises dans le « monde ninja ».

## Organisation des ninjas

### Géopolitique
La géopolitique du monde de Naruto est fortement empreinte des reliquats du Japon féodal. Le « monde ninja » est divisé en plusieurs pays gouvernés par un daimyo ; chaque pays possède une force militaire représentée par un village caché commandé par le ninja le plus puissant du village, le Kage. Les alliances, guerres ou frictions entre les différents pays ou villages sont monnaie courante, ce qui permet aux protagonistes de l’histoire de vivre des aventures diverses et variées.
Konoha, le village où vivent les personnages principaux, se trouve au centre du Pays du Feu, le plus puissant des cinq grands pays. Lorsque l’action commence, le village est dans une période de paix et de prospérité.
En temps de paix, certains événements, comme l’examen pour passer le grade de chūnin, sont parfois mis en commun entre pays alliés, afin de promouvoir l’amitié entre ces pays et fournir un substitut à la guerre. Ces événements permettent également de montrer la force militaire du village et le potentiel de sa génération de jeunes en cours de formation réel.

### Monde civil
Le monde civil dans l’univers de Naruto est assez conforme au nôtre. Les ninjas bénéficient des mêmes technologies, vivent en famille, et ont des activités classiques (on les voit même aller au cinéma dans le film Naruto et la Princesse des neiges produit par le Studio Pierrot)…
Selon Masashi Kishimoto, la seule exception à ce « monde moderne » est l’utilisation des armes et des explosifs. L’auteur a décidé d’utiliser les armes d’une ère plus ancienne. Il s’est également refusé l’usage des armes à feu, considérant que les ninjas n’auraient aucune chance face à elles, même si parfois certaines techniques semblent s’y apparenter. Il refuse de même toutes les autres armes d’une technologie avancée, comme les missiles, qui selon lui enlèveraient tout l’intérêt de l’histoire,. Les explosifs utilisés sont propres à la série comme les parchemins explosifs ou l’argile explosive de Deidara. L’anime introduit aussi parfois beaucoup plus de modernité que le manga.
Kishimoto préfère également ne pas introduire de véhicules comme des avions, l’industrie du transport restant peu développée (les ninjas se déplacent essentiellement à pied, ou dans des embarcations rudimentaires lorsqu’il faut traverser une étendue d’eau). Malgré tout, certains moyens de transport évolués ont pu être vus dans les films annexes à la série.
Concernant l’informatique, Kishimoto a précisé que les ordinateurs dans l’univers de Naruto resteraient très basiques, se laissant la possibilité d’introduire des technologies 8-bits, mais excluant les technologies 16-bits. Les caméras et les cassettes vidéo sont utilisées pour surveiller l’entrée de la tour centrale lors de l’épreuve de la forêt de la mort lors de l’examen chûnin.
Les villages cachés, en plus de leurs activités militaires, ont une industrie et un commerce interne assez développés qui leur suffit, semble-t-il, à vivre en autarcie. Kishimoto note que même si on ne l’a jamais vue, il y a forcément une épicerie à Konoha (en référence à tout ce que les jeunes ninjas achètent, par exemple les chips de Chôji).
Konoha possède également un hôpital général pour les civils, les étrangers et les ninjas (les techniques médicales y étant cependant plus évoluées que les nôtres, grâce au chakra, les ninjas médecin pouvant par exemple utiliser des techniques accélérant considérablement le processus de régénération des cellules en cas de blessure grave,) ; par contre, il ne semble pas y exister de structure d’enseignement autre que l’académie militaire. Konoha possède également une bibliothèque.

### Académie militaire

Logo de l’academie ninja de Konoha.

L’académie militaire est l’école fréquentée par tout futur ninja. On y apprend les bases du ninjutsu : le maniement des armes (kunaï et shuriken), le contrôle du chakra, les techniques de base (substitution, métamorphose et clonage) et les règles fondamentales du ninja. Les étudiants ne sont pas considérés comme des ninjas à part entière, et n’ont donc pas le droit de porter de bandeau frontal avant leur promotion au rang de genin. Cette promotion s’obtient lors d’un examen de fin d’année, dont les modalités varient d’un village ninja à l’autre. À Konoha, il s’agit d’un test de connaissances écrit et d’une épreuve pratique comme l’exécution d’un jutsu de clonage. À Kiri, il s’agissait autrefois de duels à mort entre élèves, rituel aboli lorsqu’un enfant même pas scolarisé, Zabuza Momochi, a tué une centaine d’élèves d’une promotion.
À l’issue de l’examen de l’académie, les étudiants sont groupés par trois et mis sous la tutelle d’un jōnin. Ce dernier teste ses nouvelles recrues et décide s’il les entraînera ; en effet, seul un tiers des élèves ayant réussi l’examen seront réellement acceptés en tant que genin à l’issue de ces tests, les autres devant retourner à l’académie pour une année supplémentaire. Une équipe ne peut être divisée, ils doivent donc réussir ensemble, faute de tous échouer. La clé du test est donc le travail en équipe.

### Forces de police

Symbole des forces de police de Konoha.

Les forces de police du village de Konoha, composées de membres du clan Uchiwa, ont été créées à l’initiative du 2e Hokage Tobirama Senju.
Le travail des forces de police est de veiller sur la tranquillité de la population en faisant respecter l’ordre dans le village, effectuant notamment des enquêtes (comme pour le meurtre camouflé en suicide de Shisui Uchiwa). Leur symbole est un shuriken noir à quatre branches, stylisé, sur lequel figure l’emblème du clan. Leur dernier capitaine était Fugaku Uchiwa, le père de Sasuke et Itachi.
Selon Tobi, le Hokage, faisant partie d’un clan anciennement ennemi avec le clan Uchiwa, a créé ces forces de police dans le seul but de faire oublier à ces derniers qu’ils ont été évincés du pouvoir à la suite de leur alliance ayant abouti à la création du village.
Les forces de police ont été entièrement annihilées la nuit où Itachi a exterminé la totalité de son clan, à l’aide de Tobi, ne laissant en vie que son petit frère Sasuke Uchiwa.

### Hiérarchie des ninjas
Tous les ninjas en fonction, de la sortie de l’académie à la retraite, ont un rang. Ce rang détermine leurs fonctions dans le village et les tâches qu’ils peuvent effectuer.

#### Genin

Parchemins utilisés lors de la seconde épreuve de l’examen chūnin.

Les genin (下忍, Ninja de classe inférieure) sont des apprentis ninjas. Diplômés de l’académie, ils continuent leur formation sur le terrain. Ils sont généralement répartis en équipe de trois, sous la responsabilité d’un jōnin qui leur transmet son expérience et son enseignement, tout en assurant leur protection. Ils sont officiellement ninjas du village, et peuvent porter le bandeau frontal. Ils participent à l’économie du village en effectuant des missions de routine et sans risque majeur (missions de rang D, ou plus rarement de rang C).
Lorsque le jōnin estime que les genin dont il est responsable ont acquis une expérience suffisante, il peut déposer leur candidature à l’examen chūnin.
Contrairement aux jōnin et aux chūnin, les genin ne portent pas d'uniforme réglementaire, même si certains ninjas de ce rang semblent porter une sorte d'uniforme rappelant celui de leur village.

#### Chūnin
Les chūnin (中忍, Ninja de classe moyenne) sont des ninjas confirmés. Le statut de chūnin correspond à la responsabilité de leader d’équipe (généralement un groupe de trois à quatre ninjas). L’examen pour le passage de genin à chūnin comporte trois épreuves éliminatoires : une épreuve de volonté, une épreuve de survie, et une phase finale lors de laquelle un jury composé de seigneurs et de grands ninjas (tel que le Kazekage et le Hokage) désigne indépendamment des combats qui la composent les genin les plus aptes à porter le titre de chūnin. L’intellect et la maturité semblent être des critères plus essentiels que la force pour les chūnin ; ainsi, Shikamaru Nara deviendra chūnin sans avoir vaincu Temari lors de son combat.
Hormis Naruto, parti faire sa formation avec Jiraya en dehors du village, et Sasuke, qui a quitté le village pour suivre Orochimaru, la plupart des jeunes qui avaient le grade de genin à Konoha ont passé avec succès l’examen pour devenir chūnin durant les deux ans et demi qui séparent la première et la deuxième partie du manga.
À partir du grade de chūnin, les ninjas des cinq grands villages portent l’uniforme de leur village, un exemplaire de cet uniforme (le gilet vert, pour Konoha) leur étant remis lors de leur promotion.

#### Jōnin spéciaux
Les jōnin spéciaux (特別上忍, Tokubetsu jōnin) sont des ninjas qui, en raison de leur spécialisation pour un ensemble de tâches particulières, n’ont développé leurs capacités que dans un domaine particulier et n’ont en conséquence pas le niveau pour prétendre au grade de jōnin sans pour autant être des chūnin. C’est un grade intermédiaire reflétant à la fois leurs capacités très développées dans leurs domaines mais relativement faible dans les autres.
On peut citer, par exemple :
- Hayate Gekkô, arbitre lors des matchs préliminaires de l’examen chūnin ;
- Ibiki Morino, chef de la section d’interrogatoire et de torture de Konoha, et occasionnellement examinateur lors de la première épreuve de l’examen chūnin ;
- Raidô Namiashi, affecté aux services de liaison entre l’Hokage et les autres ninjas lors de la troisième épreuve de l’examen chūnin ;
- Genma Shiranui, arbitre lors de la troisième épreuve de l’examen chūnin ;
- Ebisu, professeur particulier de Konohamaru ;
- Anko Mitarashi, examinatrice lors de la seconde épreuve de l’examen chūnin.

#### Jōnin
Les jōnin (上忍, Ninja de classe supérieure) sont des ninjas d'élite. Les jōnin sont les meilleurs ninjas de leur pays, ce sont eux qui sont envoyés lors des guerres pour régir les troupes militaires. Ils réalisent les missions les plus délicates et les plus périlleuses (de rang A ou B) tels les assassinats ou les espionnages. Le passage de chūnin à jōnin ne se fait pas par un examen mais uniquement lorsque d’autres jōnin ou le Kage estiment que le ninja est apte à le devenir. Les jōnin se voient également attribuer la formation des genin. À Konoha, ils ont également une certaine importance pour la politique de leur village, le choix d'un nouveau Kage devant d'abord être approuvé par le vote des jōnin du village avant d'être officiel.
Parmi les jōnin au début de la série, on peut citer :
- Kakashi Hatake ;
- Gaï Maito ;
- Asuma Sarutobi ;
- Kurenaï Yûhi ;
- Hiashi Hyûga ;
- Shikaku Nara ;
- Inoichi Yamanaka ;
- Chôza Akimichi ;
- Shibi Aburame ;
- Tsume Inuzuka.

#### ANBU
ANBU (暗部, Face cachée) est un mot-valise composé des mots japonais Ansatsu Senjutsu Tokushu Butai (暗殺戦術特殊部隊, Escouade spéciale de tactique et d’assassinat). Il s’agit d’une unité spéciale créée pour servir de garde personnelle au kage,.

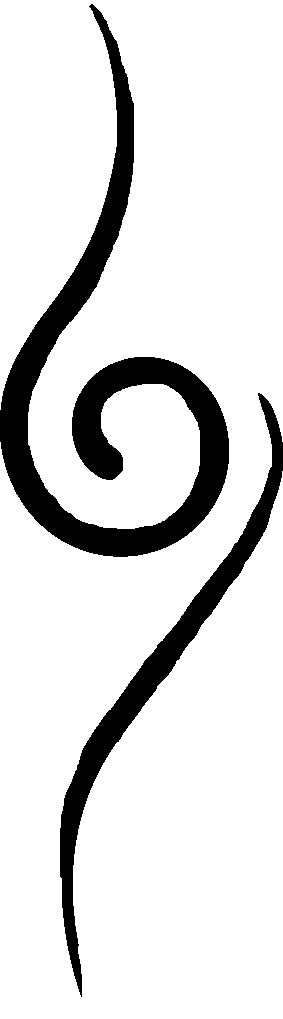
Tatouage des ANBU de Konoha.

Le mot ANBU sert à la fois à désigner l’unité et ses membres.
Les ANBU sont recrutés parmi l’élite des ninjas. Ils sont également chargés des missions les plus périlleuses (assassinats, escortes, espionnages), se déplaçant le plus souvent par escouades de trois à quatre personnes dirigées par un chef d’équipe (quand ils ne sont pas en mission individuelle).
Ils sont sous l’autorité directe du kage et ne doivent des comptes qu’à lui (sauf cas particulier de l’ANBU Racine). À cause de leurs responsabilités et du caractère secret de leurs missions, les ANBU portent un pseudonyme et arborent un masque à l’effigie d’un animal, d’un démon (comme pour le Pays du Bois), ou un simple ovale (comme pour le village de Kiri), avec parfois des décorations unicolores.
Les ANBU ont pour signe de reconnaissance un tatouage sur le biceps gauche et leur tenue réglementaire est unique. Ils sont équipés de plaques de métal protégeant les avant-bras, d’une armure légère protégeant le torse et le dos, de gants avec plaque de métal, de sandales à semelles renforcées, d’un katana porté dans le dos et d’un masque.
On compte parmi les ninjas ANBU :
- Kakashi Hatake, ex-ANBU ;
- Yûgao Uzuki ;
- Yamato (Tenzô) ;
- Itachi Uchiwa, ex-chef ANBU ;
- Ibiki Morino, Chef de la section torture et interrogatoires;

##### ANBU Racine

Sceau sur la langue des membres de la racine.

L’ ANBU Racine (根暗部, Ne Anbu) est une branche parallèle de l’ANBU de Konoha, créée et dirigée par Danzô, un partisan farouche de la guerre, opposé au 3e Hokage. Il s’agit d’une section d’entraînement indépendante au sein de l’ANBU. Dans le groupe Racine, les ninjas n’ont ni nom ni émotions, ni passé ni futur mais uniquement leur mission.
Cette division fut finalement dissoute par le 3e Hokage. Malgré cela, l’ANBU Racine poursuivit ses agissements dans l’ombre (comme l’indique la venue de Saï dans l’équipe 7, à la suite de la défection de Sasuke).
Les membres de la Racine se définissent de la sorte : « Ce qui fait la force de l’arbre qu’est Konoha, et qui est invisible depuis l’extérieur, ce sont les racines que nous sommes ». Ils sont tous marqués sur la langue par un sceau de Danzô les empêchant de parler des agissements de l’organisation (que ça soit librement, ou sous la contrainte) : dès qu’ils commencent à dévoiler des choses sur la Racine, leur corps est complètement paralysé. À la mort de Danzô, ce sceau disparaîtra, et la Racine sera dissoute.

### Kage
Kage (影, litt. « ombre ») est le titre décerné aux chefs des villages cachés des « cinq grands pays ». Bien que ce titre puisse sembler parfois héréditaire (le 5e Hokage est la petite-fille du 1er Hokage dont le frère est le 2e Hokage et Naruto succédera au 4e Hokage qui était son père, et de même, Gaara succédera à son père le 4e Kazekage), il est transmis au ninja le plus puissant du village, son rôle principal étant celui de « protecteur ».
Ces hommes ou femmes sont officiellement les cinq ninjas les plus puissants du monde ninja ; ensemble, ils ont le monopole du « business ninja ». En cas de crise concernant l’ensemble du « monde ninja », ils peuvent se rassembler dans un territoire neutre, le Pays du Fer, et discuter en assemblée appelée le « Conseil des cinq Kage », chaque Kage étant accompagné de deux gardes du corps de son village. La réunion est présidée et modérée par un haut responsable du Pays du Fer.
Le titre de Kage et le rôle de ces derniers semblent assez similaire à ceux des shogun dans l'histoire du Japon, les Kage étant plus présents que les daimyō de leurs propres pays dans la politique extérieure de ce dernier.

#### Titres
Le titre des Kage est toujours précédé de l’élément du pays abritant le village caché qu’il dirige, ce qui donne les appellations suivantes :
- le Maître Hokage (火影, Litt. Ombre du Feu?) est le chef de Konoha, le village caché des feuilles du Pays du Feu ;
- le Maître Kazekage (風影, Litt. Ombre du Vent?) est le chef de Suna, le village caché du sable du Pays du Vent ;
- le Maître Mizukage (水影, Litt. Ombre de l’Eau?) est le chef de Kiri, le village caché du brouillard du Pays de l’Eau ;
- le Maître Raikage (雷影, Litt. Ombre de la Foudre?) est le chef de Kumo, le village caché des nuages du Pays de la Foudre ;
- le Maître Tsuchikage (土影, Litt. Ombre de Terre?) est le chef de Iwa, le village caché de la roche du Pays de la Terre.

#### Chapeaux
Le Kage est facilement reconnaissable par le port d’un chapeau spécial, portant le kanji de son pays.
- Voici les chapeaux des Kages, tels qu'ils sont représentés lors de leur toute première apparition, au début de l’anime.

Chapeau du Hokage tel qu'il apparait au début de l’anime.
Chapeau du Kazekage tel qu'il apparait au début de l’anime.
Chapeau du Mizukage tel qu'il apparait au début de l’anime.
Chapeau du Raikage tel qu'il apparait au début de l’anime.
Chapeau du Tsuchikage tel qu'il apparait au début de l’anime.

- Voici les chapeaux des Kages, tels qu'ils sont représentés dans l’anime Naruto Shippûden.

Chapeau du Hokage tel qu'il apparait dans l'animé.
Chapeau du Kazekage tel qu'il apparait dans l'animé.
Chapeau du Mizukage tel qu'il apparait dans l'animé.
Chapeau du Raikage tel qu'il apparait dans l'animé.
Chapeau du Tsuchikage tel qu'il apparait dans l'animé.

- Dans le manga, la première version en couleur du chapeau du Hokage le montre entièrement noir avec juste le losange à l’avant coloré en rouge[55]. Par la suite, les chapeaux des Kage deviendront colorés avec un losange blanc comme dans l’anime, mais avec un code couleurs différent : vert pour le Kazekage, bleu marine pour le Mizukage, ocre pour le Raikage et noir pour le Tsuchikage[56].

Version originale du chapeau du Hokage.
Chapeau du Kazekage tel qu'il apparait dans le manga.
Chapeau du Mizukage tel qu'il apparait dans le manga.
Chapeau du Raikage tel qu'il apparait dans le manga.
Chapeau du Tsuchikage tel qu'il apparait dans le manga.

### Titres et statuts

#### Sannin

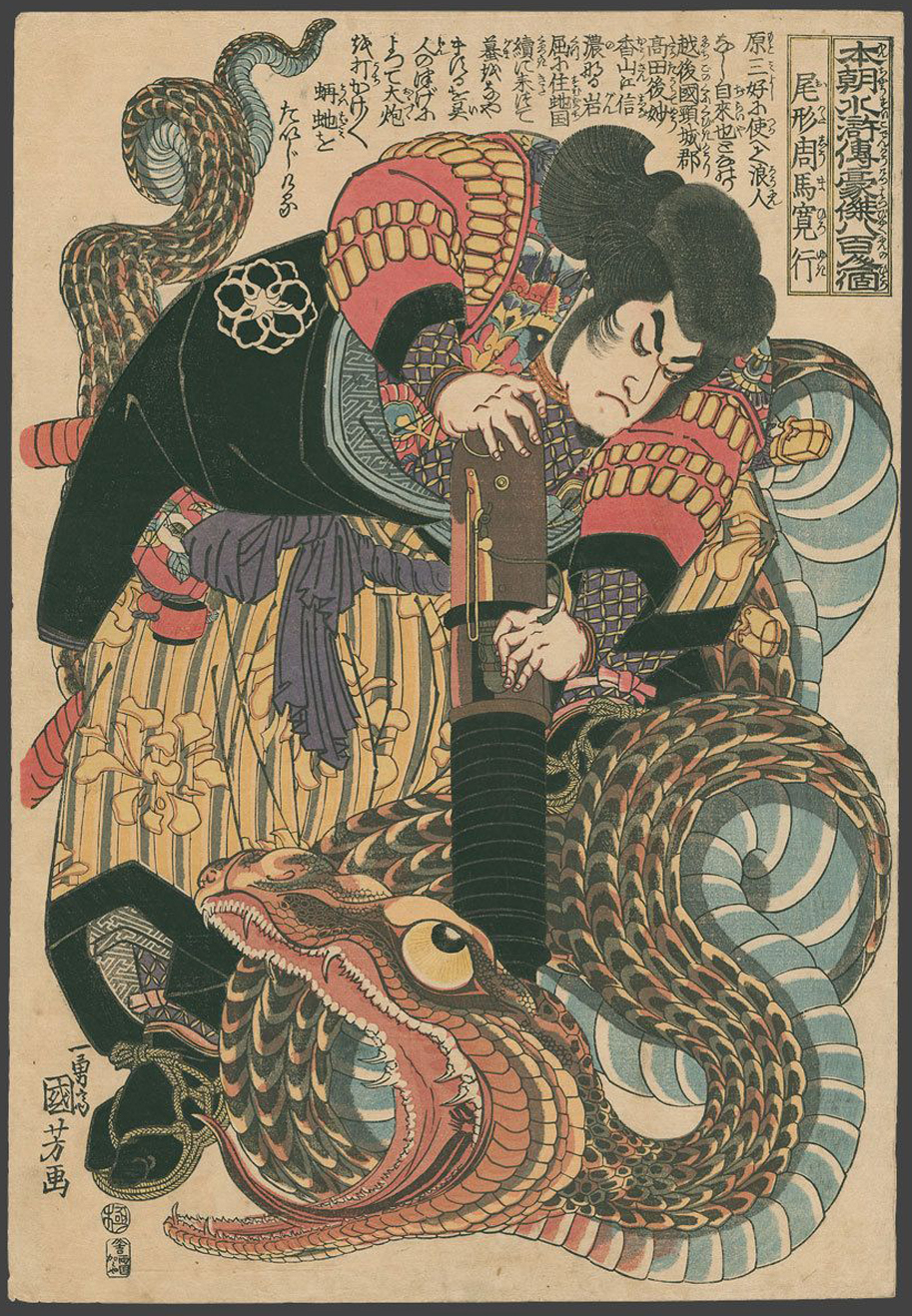
Illustration du conte japonais La légende du galant Jiraiya ayant inspiré les Sannin.

Les « ninjas légendaires » de Konoha (木ノ葉の三忍, Konoha no Sannin) sont des ninjas de Konoha, célèbres pour leur force légendaire. Il s’agit des trois ninjas formés par le 3e Hokage : Jiraya, l’ermite des crapauds, Orochimaru, le scientifique à l’éthique douteuse, et Tsunade la ninja médecin. Leur robustesse mythique leur permet de renverser à eux seuls tout un village ou encore d’invoquer d’immenses créatures : le crapaud Gamabunta pour Jiraya, le serpent Madanda pour Orochimaru et la limace Katsuyu pour Tsunade,.
L’appellation Sannin est plus un titre honorifique commun qu’un grade à part entière. En effet, les Sannin (litt. « les trois ninjas ») ont été appelés de la sorte par « Hanzô, la Salamandre », ancien chef du village de la pluie (Âme), en raison de leur grande puissance (ils sont les seuls survivants à son assaut sur tout un groupe de ninjas de Konoha durant la grande guerre entre les villages) et de leur nombre. Ils sont d’un niveau équivalent à ceux des kage : Tsunade est devenue, contre toute attente, le 5e Hokage ; Orochimaru a vaincu le 3e Hokage, le poussant à se sacrifier pour son village ; Jiraya, après la visite vengeresse d’Orochimaru à Konoha et la mort de son sensei, refuse le poste de Hokage qui lui avait été proposé par le conseil des sages du village, préférant laisser cette charge à Tsunade.
Durant les deux ans et demi séparant les deux parties du manga, chacun des Sannin formera un des jeunes ninjas de l’équipe 7 constituée au début du manga : Jiraya prendra en charge Naruto, Orochimaru s’occupera de Sasuke tandis que Tsunade prendra pour apprentie Sakura.

#### Nukenin
Les nukenin (抜け忍, Ninjas déserteurs) sont des ninjas ayant trahi et fui leur village ninja respectif. Un village caché étant une organisation militaire, il est défendu de l’abandonner. Ils sont pourchassés par les oinin.
Les nukenin sont communément des ninjas ayant commis des fautes graves, telles une tentative d’assassinat envers un quelconque habitant du village, des opérations prohibées ou encore le non-respect d’une mission particulière.
Il arrive que, pour symboliser leur détachement de leur lieu d’origine, ils conservent leur bandeau frontal en ayant pris soin de rayer le symbole de leur village (comme c’est le cas pour les ninjas d’Akatsuki).
Dans le monde de Naruto, les nukenin les plus puissants ont été rassemblés par Tobi et Pain pour former l’association Akatsuki,. D’autres se vendent comme mercenaires (ex : Zabuza Momochi), ou agissent pour leur propre compte (ex : Orochimaru).
Exemples de nukenin :
- Orochimaru ;
- Kabuto Yakushi ;
- Sasuke Uchiwa (uniquement dans la 2e partie du manga) ;
- Zabuza Momochi ;
- Haku ;
- Itachi Uchiwa ;
- Kisame Hoshigaki ;
- Sasori ;
- Deidara ;
- Hidan ;
- Kakuzu ;
- Madara Uchiwa ;
- Utakata.

#### Oinin
Les oinin (追い忍, chasseur de déserteurs) sont des ANBU ayant la mission spéciale de traquer et de neutraliser les nukenin afin de protéger les secrets de leur village.
La traque des nukenin est capitale : il s’agit en effet de protéger les secrets de son village afin qu’ils ne les révèlent pas à l’ennemi.
Une fois qu’ils ont tué un nukenin, leur tâche est de faire disparaître le corps et ses secrets afin que les autres villages ne puissent pas récupérer d’informations. Selon Kakashi Hatake, la fin d’un ninja est ainsi « sans son et sans odeur » : aucune trace ne doit être laissée. La seule partie du corps conservée est la tête, pour prouver que la mission a été un succès.

#### Eiseinin

Symbole de l’équipe médicale de Konoha.

Les eiseinin (衛生, ninjas médecins) sont des ninjas ayant une bonne connaissance des techniques médicales. Leur mission principale est d’apporter les premiers soins aux blessés lorsque leur équipe se trouve engagée dans un combat (et à la fin du combat).
Ils ne sont généralement pas en première ligne dans les combats car ils doivent éviter d’être tués à tout prix, c’est pourquoi attaquer n’est pas leur tâche principale. Afin de ne pas être tué, un ninja-médecin doit donc se concentrer avant tout pour éviter d’être touché par les attaques adverses.
La technique à la base du ninjutsu médical s’appelle la « Technique de la Paume Mystique » (掌仙術, Shōsen Jutsu). Elle est utilisée pour guérir des blessures et pour exécuter la chirurgie. L’utilisateur concentre son chakra (de couleur verte) dans sa main et l’applique à la blessure, accélérant la régénération de cellules. Il peut aussi focaliser son chakra en une lame pour faire de la chirurgie en cas de besoin. Puisque cette lame est faite de chakra, l’utilisateur n’a pas besoin de couper à travers la peau du corps pour atteindre des muscles et des organes.
Pour pratiquer le ninjutsu médical avec un côté curatif, une grande quantité de chakra est exigée. Par contre, couper semble être moins intensif en chakra.
Cet aspect de découpage de cette technique peut également être employé dans le combat, bien qu’il exige une précision incroyable et une grande efficacité de la part de l’utilisateur.
Au-delà de cette technique, plusieurs ninjas-médecins en groupe peuvent utiliser des techniques plus puissantes pour soigner des blessures bien plus graves.
Une autre facette de leur travail peut aussi être de composer des antidotes contre les poisons pouvant être utilisés par l’adversaire.
Tsunade fait partie de cette catégorie de ninjas. Elle milita d’ailleurs pour que soit assigné un ninja-médecin dans chaque équipe ninja de Konoha.

#### Équipe de surveillance

Le symbole de l’équipe de surveillance.

L’équipe de surveillance, ou « équipe de la barrière » sont des ninjas chargés de surveiller la barrière de protection qui entoure le village caché de Konoha. Cette barrière est sphérique, et peut être détectée par le Rinnegan. Elle protège Konoha de tous les côtés, y compris des intrusions souterraines. Les intrus sont détectés immédiatement par un spécialiste de l’équipe capable de ressentir les perturbations de la barrière et de voir où précisément a lieu l’intrusion, grâce à une miniature sphérique transparente flottant dans la salle de l’équipe de protection. La coiffe du senseur principal et de deux autres senseurs à ses côtés porte le symbole de l’équipe de protection en plus du protecteur portant le symbole de Konoha. Le senseur principal porte également des marques spécifiques sur le visage.
Une fois une intrusion détectée, le senseur avertit le reste de l’équipe composé de cinq ninjas de faction, et leur donne le secteur où a lieu l’intrusion, sous la forme de deux lettres. Si les intrus sont trop nombreux ou trop puissants, ces ninjas ont également la charge d’avertir le Hokage afin de mettre le village en niveau d’alerte. Ces ninjas portent également le symbole de l’équipe de protection sur l’épaule droite.
Lorsque Pain attaque le village, un Hyûga fait partie de l’équipe de protection, afin de pouvoir rapidement déterminer l’ampleur de l’invasion grâce au Byakugan et agir en conséquence.
Les ANBU ou anciens ANBU (comme Itachi) savent a priori comment traverser la barrière sans se faire détecter, ce qui explique que l’intrusion d’Itachi Uchiwa et Kisame Hoshigaki n’ait pas été remarquée, après la mort du 3e Hokage.

### La panoplie du ninja

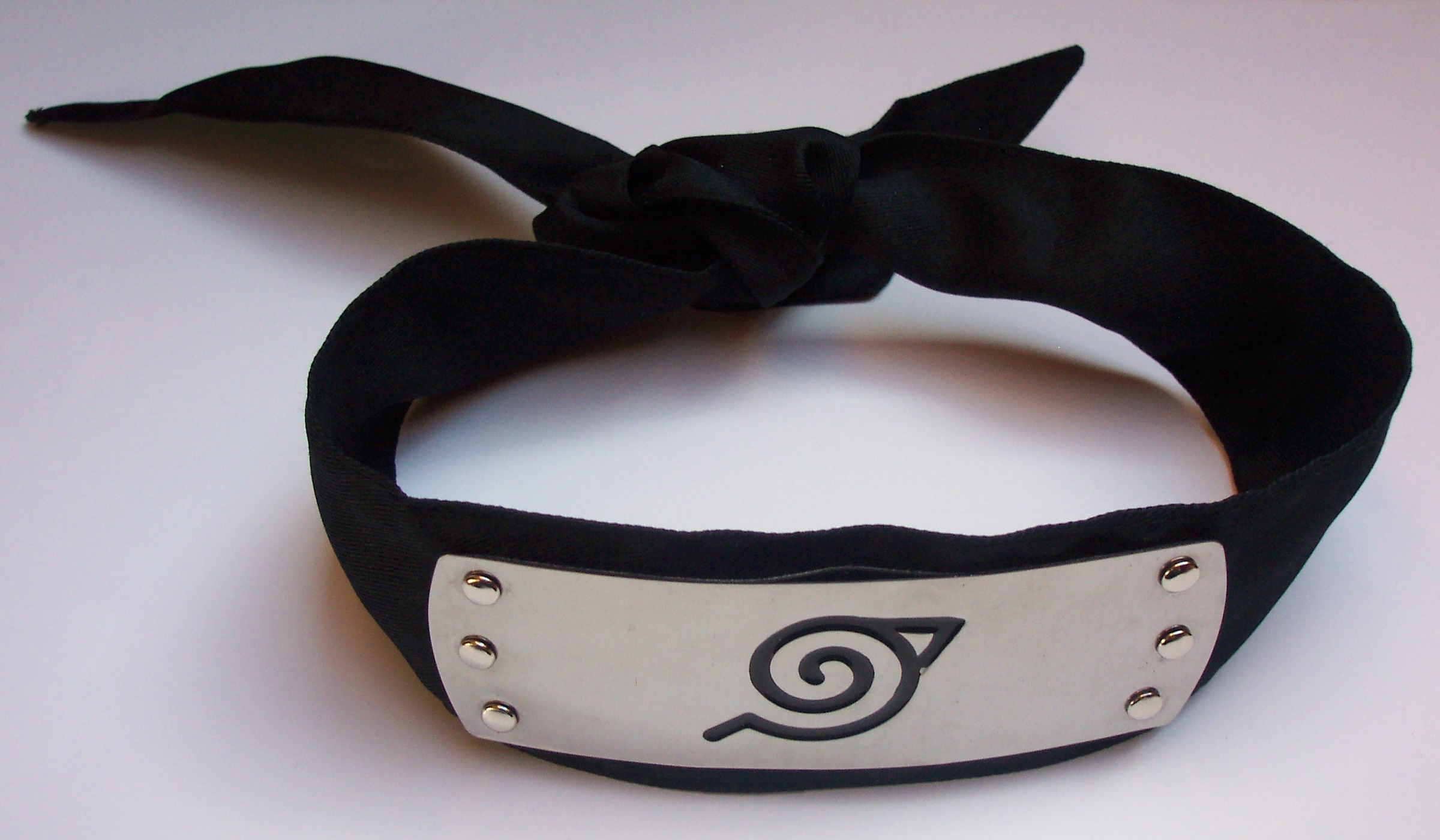
Le bandeau frontal de Konoha.

Pochette à la ceinture, étuis à kunaïs, gants avec plaque de métal et sandale ninja.

Dans l’univers de Naruto, les ninjas sont loin de la représentation habituelle qui en est faite. Selon Masashi Kishimoto, c’est pour éviter l’échec de tous les mangas précédents parlant de ninjas qu’il a apporté cette touche d’originalité, rejetant toutes les idées préconçues sur les ninjas (cagoules, équipements noirs…). Il trouvait amusant qu’un jeune garçon blond avec des habits orange puisse faire partie d’une organisation de récolte de renseignements.
Cependant, ces ninjas utilisent de nombreuses armes classiques.
Voici l’équipement standard d’un ninja de l’univers de Naruto :
- bandeau frontal constitué d’une plaque métallique sur laquelle est gravé l’insigne du village associée à un bandeau pour le nouer autour du front (mais qui peut être porté différemment, ou riveté sur un autre vêtement) ;
- shurikens ;
- kunaïs ;
- parchemins d’invocation et matériel d’écriture ;
- corde ;
- bandages ;
- parchemins explosifs ;
- pochettes à rouleau ;
- étui à shurikens ;
- fils d’acier ;
- fumigènes.

D’autres armes ou équipements peuvent être utilisés par certains ninjas… De manière non exhaustive :
- sabre ;
- makibishis ;
- senbons ;
- poings américains ;
- éventail ;
- poisons / antidotes ;
- pilules du soldat : pilules médicales composées de protéines et de stimulants augmentant momentanément le chakra et réputées pour donner à un ninja suffisamment d’énergie pour combattre durant 72 heures sans repos[63].

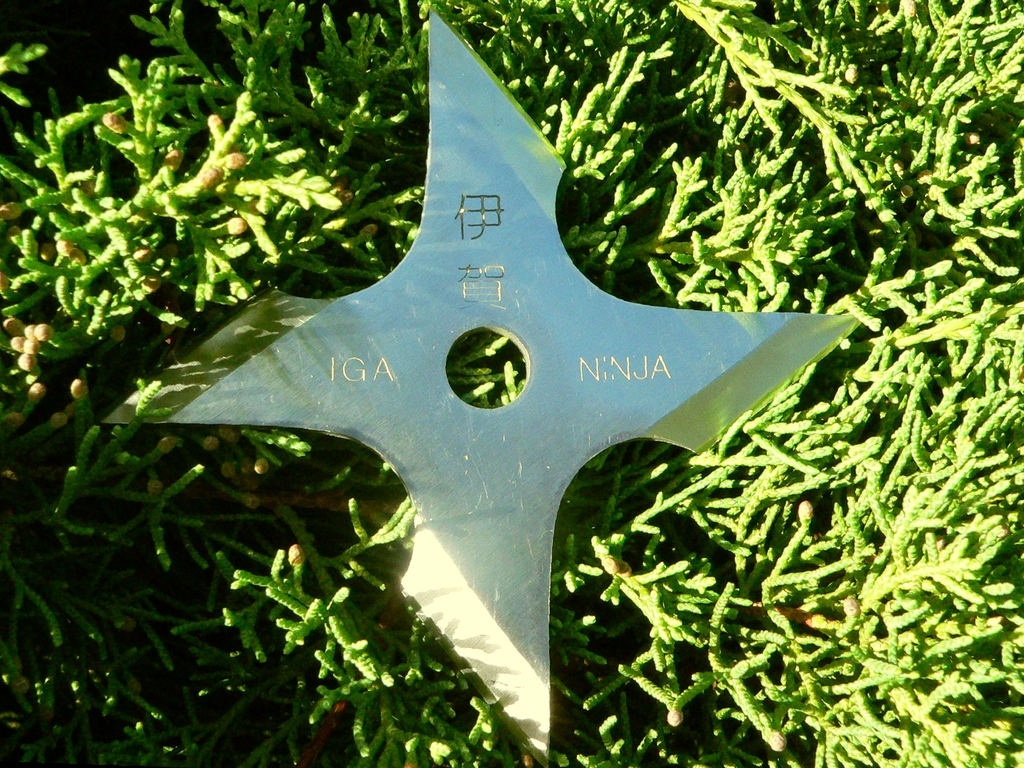
Un shuriken[note 12].
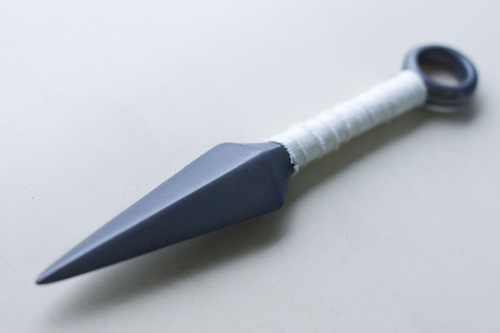
Un kunaï.
Un parchemin explosif[note 13].
Des senbons[note 14].
Un grand shuriken à quatre lames (Fūma shuriken)[note 15].
Des makibishis.
Un autre type de shuriken géant[note 16].
Poing américain avec lame[note 17].

### Les types de missions

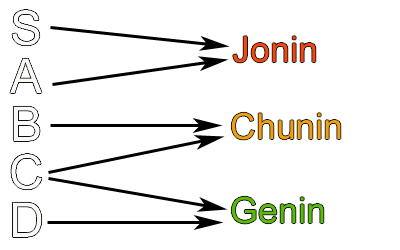
Les types de missions.

Les missions attribuées aux ninjas se répartissent en cinq catégories, en fonction des compétences requises et des risques encourus.
Dans le second tome, le 3e Hokage expose le fonctionnement du système des missions :
« Le village reçoit chaque jour de nombreuses demandes. L’éventail est très large, cela va de la garde d’enfant à l’assassinat. Nous dressons la liste de ces diverses missions puis nous les répartissons en cinq catégories S, A, B, C et D, en fonction de leur niveau de difficulté. Les ninjas du village sont aussi classés dans une hiérarchie établie en fonction de leurs capacités. C’est moi qui me trouve au sommet, puis l’on passe aux jōnins, aux chūnins, et tout en bas, les genins. C’est aux personnes de catégorie supérieure qu’il appartient de distribuer les missions aux autres ninjas selon leurs capacités respectives. Enfin, lorsque la mission a été bien accomplie, le demandeur nous verse une rémunération : voilà tout le processus. »
Ces attributions sont celles données en temps normal. À Konoha, après l’offensive d’Orochimaru, au cours de laquelle de nombreux ninjas ont trouvé la mort, le manque d’effectif fait que des missions sensibles doivent être allouées à des ninjas moins expérimentés. Ainsi, l’équipe Shikamaru-Naruto-Neji-Kiba-Chôji, composée de genin et de chūnin, se voit confier la mission de récupérer Sasuke alors qu’il s’agit d’une mission de rang A… D’ailleurs, se rendant compte du danger de la mission, Tsunade dépêchera d’urgence deux équipes médicales, et devra même faire appel à Suna, qui enverra l’équipe de Gaara en renfort. Même Kakashi Hatake partira à la rescousse, aidé de ses chiens ninjas.

#### Missions de rang D
Ce sont les missions les moins difficiles. Il s’agit principalement de services accordés aux villageois : labourage des champs, arrachage de mauvaises herbes, promenade d’animaux domestiques, etc. Elles sont généralement octroyées aux nouveaux aspirants (genin) afin qu’ils apprennent à s’entendre et travailler en équipe.

#### Missions de rang C
Ces missions nécessitent de quitter le village. Il peut s’agir d’escortes de personnes ou de livraisons de documents ne présentant aucune dangerosité. Bien que ces missions comportent peu de risques de lutter contre des assaillants, elles requièrent un peu plus d’expérience. Elles sont donc concédées à des genin aguerris ou à des chūnin nouvellement promus.

#### Missions de rang B
Ces charges sont plus ardues et plus périlleuses. Elles présentent de grands risques de rencontrer des belligérants. Il s’agit d’escorter des personnalités menacées de mort ou de livrer des documents confidentiels. Elles sont conséquemment confiées à des chūnin chevronnés ou à des jōnin.

#### Missions de rang A
Ces missions présentant une dangerosité extrêmement élevée sont d’une importance capitale. De ce fait, elles sont réalisées par des ninjas très expérimentés tels les jōnin et les ANBU. Il s’agit d’exécuter les charges les plus délicates tels les assassinats, les escortes de daimyō ou encore les missions d’espionnage.

#### Missions de rang S
Il s’agit du degré ultime des missions. Par conséquent, seuls les meilleurs ninjas d’un pays peuvent accomplir ces tâches. Les missions de rang S se distinguent des missions de rang A car elles ont un impact quasi vital pour la pérennité du village caché. Elles sont communément effectuées par des jōnin, les ANBU ou, lors de rares occasions, par le kage lui-même. Ces missions peuvent être d’espionnages, d’assassinats ou d’arrêts de criminels de rang S, comme les membres de l'Akatsuki.

### Databooks
- (ja) Masashi Kishimoto, NARUTO - Hiden Rin no Sho (NARUTO―ナルト―［秘伝・臨の書］?) : Characters Official Data Book (キャラクターオフィシャルデータBOOK?), Tōkyō, Shūeisha, coll. « Jump Comics (ジャンプコミックス, Janpu Comikkusu?) / Naruto »,‎ 4 juillet 2002, 272 p., shinsho (新書?) / Tankōbon / 175x115mm (ISBN 4-08-873288-X et 978-4-08-873288-6, présentation en ligne)
- (ja) Masashi Kishimoto, NARUTO - Hiden Tō no Sho (NARUTO―ナルト―［秘伝・闘の書］?) : Characters Official Data Book (キャラクターオフィシャルデータBOOK?), Tōkyō, Shūeisha, coll. « Jump Comics (ジャンプコミックス, Janpu Comikkusu?) / Naruto »,‎ 4 avril 2005, 320 p., shinsho (新書?) / Tankōbon / 175x115mm (ISBN 4-08-873734-2 et 978-4-08-873734-8, présentation en ligne)
- (ja) Masashi Kishimoto, NARUTO - Hiden Sha no Sho (NARUTO―ナルト―［秘伝・者の書］?) : Characters Official Data Book (キャラクターオフィシャルデータBOOK?), Tōkyō, Shūeisha, coll. « Jump Comics (ジャンプコミックス, Janpu Comikkusu?) / Naruto »,‎ 4 septembre 2008, 360 p., shinsho (新書?) / Tankōbon / 175x115mm (ISBN 978-4-08-874247-2, présentation en ligne)

### Fanbooks
- (ja) Masashi Kishimoto, NARUTO - Hiden Hyō no Sho (NARUTO―ナルト―［秘伝・兵の書］?) : Official Fan Book (オフィシャルファンBOOK?), Tōkyō, Shūeisha, coll. « Jump Comics (ジャンプコミックス, Janpu Comikkusu?) / Naruto »,‎ 4 octobre 2002, 282 p., shinsho (新書?) / Tankōbon / 175x115mm (ISBN 4-08-873321-5 et 978-4-08-873321-0, présentation en ligne)
- (ja) Masashi Kishimoto, NARUTO - Hiden Kai no Sho (NARUTO－ナルト－［秘伝・皆の書］?) : Official Premium Fan Book (オフィシャルプレミアムファンBOOK?), Tōkyō, Shūeisha, coll. « Jump Comics (ジャンプコミックス, Janpu Comikkusu?) / Naruto »,‎ 4 décembre 2009, 256 p., shinsho (新書?) / Tankōbon / 175x115mm (ISBN 978-4-08-874834-4, présentation en ligne)

### Artbooks
- (en) Masashi Kishimoto, The Art of Naruto: Uzumaki, VIZ Media, coll. « Art of Shonen Jump / Naruto », 25 octobre 2007, 145 p., Artbook (relié) / 215x305mm (ISBN 978-1-4215-1407-9, présentation en ligne)
- (ja) Masashi Kishimoto, NARUTO - Illustration Shū NARUTO (NARUTO－ナルト－イラスト集　NARUTO?), Tōkyō, Shūeisha, coll. « Jump Comics (ジャンプコミックス, Janpu Comikkusu?) / Naruto »,‎ 3 juillet 2009, 106 p., A4 / Artbook / 210x297mm (ISBN 978-4-08-874823-8, présentation en ligne)

### Tomes en français
- Masashi Kishimoto (trad. Sylvain Chollet), Naruto tome 1 : Naruto Uzumaki !!, Kana, coll. « Shonen Kana / Naruto », 9 mars 2002, 192 p., Tankōbon / 115x175mm (ISBN 2-87129-414-3 et 978-2-87129-414-6, présentation en ligne)
- Masashi Kishimoto (trad. Sylvain Chollet), Naruto tome 2 : Un client embarrassant, Kana, coll. « Shonen Kana / Naruto », 13 avril 2002, 208 p., Tankōbon / 115x175mm (ISBN 2-87129-417-8 et 978-2-87129-417-7, présentation en ligne)
- Masashi Kishimoto (trad. Sylvain Chollet), Naruto tome 4 : Le pont des héros ?, Kana, coll. « Shonen Kana / Naruto », 19 octobre 2002, 192 p., Tankōbon / 115x175mm (ISBN 2-87129-441-0 et 978-2-87129-441-2, présentation en ligne)
- Masashi Kishimoto (trad. Sylvain Chollet), Naruto tome 8 : Au péril de sa vie !!, Kana, coll. « Shonen Kana / Naruto », 11 octobre 2003, 198 p., Tankōbon / 115x175mm (ISBN 2-87129-552-2 et 978-2-87129-552-5, présentation en ligne)
- Masashi Kishimoto (trad. Sylvain Chollet), Naruto tome 9 : Neji et Hinata, Kana, coll. « Shonen Kana / Naruto », 10 janvier 2004, 192 p., Tankōbon / 115x175mm (ISBN 2-87129-599-9 et 978-2-87129-599-0, présentation en ligne)
- Masashi Kishimoto (trad. Sylvain Chollet), Naruto tome 10 : Un ninja formidable… !!, Kana, coll. « Shonen Kana / Naruto », 20 mars 2004, 192 p., Tankōbon / 115x175mm (ISBN 2-87129-614-6 et 978-2-87129-614-0, présentation en ligne)
- Masashi Kishimoto (trad. Sébastien Bigini), Naruto tome 11 : Mon nouveau prof !!, Kana, coll. « Shonen Kana / Naruto », 1er mai 2004, 192 p., Tankōbon / 115x175mm (ISBN 2-87129-624-3 et 978-2-87129-624-9, présentation en ligne)
- Masashi Kishimoto (trad. Sébastien Bigini), Naruto tome 12 : L’oiseau s’est envolé… !!, Kana, coll. « Shonen Kana / Naruto », 3 juillet 2004, 192 p., Tankōbon / 115x175mm (ISBN 2-87129-635-9 et 978-2-87129-635-5, présentation en ligne)
- Masashi Kishimoto (trad. Sébastien Bigini), Naruto tome 14 : Hokage contre Hokage !!, Kana, coll. « Shonen Kana / Naruto », 20 novembre 2004, 192 p., Tankōbon / 115x175mm (ISBN 2-87129-657-X et 978-2-87129-657-7, présentation en ligne)
- Masashi Kishimoto (trad. Sébastien Bigini), Naruto tome 16 : La bataille de Konoha, dernier acte !!, Kana, coll. « Shonen Kana / Naruto », 4 mars 2005, 192 p., Tankōbon / 115x175mm (ISBN 2-87129-723-1 et 978-2-87129-723-9, présentation en ligne)
- Masashi Kishimoto (trad. Sébastien Bigini), Naruto tome 17 : La puissance d’Itachi !!, Kana, coll. « Shonen Kana / Naruto », 6 mai 2005, 192 p., Tankōbon / 115x175mm (ISBN 2-87129-776-2 et 978-2-87129-776-5, présentation en ligne)
- Masashi Kishimoto (trad. Sébastien Bigini), Naruto tome 18 : La décision de Tsunade !!, Kana, coll. « Shonen Kana / Naruto », 1er juillet 2005, 192 p., Tankōbon / 115x175mm (ISBN 2-87129-797-5 et 978-2-87129-797-0, présentation en ligne)
- Masashi Kishimoto (trad. Sébastien Bigini), Naruto tome 19 : Le successeur, Kana, coll. « Shonen Kana / Naruto », 2 septembre 2005, 192 p., Tankōbon / 115x175mm (ISBN 2-87129-816-5 et 978-2-87129-816-8, présentation en ligne)
- Masashi Kishimoto (trad. Sébastien Bigini), Naruto tome 21 : Sans pitié !!, Kana, coll. « Shonen Kana / Naruto », 20 janvier 2006, 216 p., Tankōbon / 115x175mm (ISBN 2-87129-890-4 et 978-2-87129-890-8, présentation en ligne)
- Masashi Kishimoto (trad. Sébastien Bigini), Naruto tome 22 : Réincarnation… !!, Kana, coll. « Shonen Kana / Naruto », 3 mars 2006, 192 p., Tankōbon / 115x175mm (ISBN 2-87129-911-0 et 978-2-87129-911-0, présentation en ligne)
- Masashi Kishimoto (trad. Sébastien Bigini), Naruto tome 23 : Crise… !!, Kana, coll. « Shonen Kana / Naruto », 5 mai 2006, 192 p., Tankōbon / 115x175mm (ISBN 2-87129-931-5 et 978-2-87129-931-8, présentation en ligne)
- Masashi Kishimoto (trad. Sébastien Bigini), Naruto tome 24 : Tournant décisif !!, Kana, coll. « Shonen Kana / Naruto », 7 juillet 2006, 192 p., Tankōbon / 115x175mm (ISBN 2-87129-961-7 et 978-2-87129-961-5, présentation en ligne)
- Masashi Kishimoto (trad. Sébastien Bigini), Naruto tome 25 : Itachi et Sasuke, Kana, coll. « Shonen Kana / Naruto », 1er septembre 2006, 192 p., Tankōbon / 115x175mm (ISBN 2-87129-977-3 et 978-2-87129-977-6, présentation en ligne)
- Masashi Kishimoto (trad. Sébastien Bigini), Naruto tome 26 : Séparation… !!, Kana, coll. « Shonen Kana / Naruto », 17 novembre 2006, 192 p., Tankōbon / 115x175mm (ISBN 2-87129-987-0 et 978-2-87129-987-5, présentation en ligne)
- Masashi Kishimoto (trad. Sébastien Bigini), Naruto tome 27 : Le jour du départ !!, Kana, coll. « Shonen Kana / Naruto », 19 janvier 2007, 192 p., Tankōbon / 115x175mm (ISBN 978-2-5050-0031-0, présentation en ligne)
- Masashi Kishimoto (trad. Sébastien Bigini), Naruto tome 29 : Kakashi versus Itachi !, Kana, coll. « Shonen Kana / Naruto », 4 mai 2007, 192 p., Tankōbon / 115x175mm (ISBN 978-2-5050-0097-6, présentation en ligne)
- Masashi Kishimoto (trad. Sébastien Bigini), Naruto tome 30 : Chiyo et Sakura, Kana, coll. « Shonen Kana / Naruto », 6 juillet 2007, 192 p., Tankōbon / 115x175mm (ISBN 978-2-5050-0152-2, présentation en ligne)
- Masashi Kishimoto (trad. Sébastien Bigini), Naruto tome 31 : Testament !!, Kana, coll. « Shonen Kana / Naruto », 7 septembre 2007, 192 p., Tankōbon / 115x175mm (ISBN 978-2-5050-0167-6, présentation en ligne)
- Masashi Kishimoto (trad. Sébastien Bigini), Naruto tome 35 : Un nouveau duo !!, Kana, coll. « Shonen Kana / Naruto », 4 avril 2008, 208 p., Tankōbon / 115x175mm (ISBN 978-2-5050-0296-3, présentation en ligne)
- Masashi Kishimoto (trad. Sébastien Bigini), Naruto tome 36 : L’unité 10, Kana, coll. « Shonen Kana / Naruto », 6 juin 2008, 192 p., Tankōbon / 115x175mm (ISBN 978-2-5050-0323-6, présentation en ligne)
- Masashi Kishimoto (trad. Sébastien Bigini), Naruto tome 37 : Le combat de Shikamaru !!, Kana, coll. « Shonen Kana / Naruto », 4 juillet 2008, 192 p., Tankōbon / 115x175mm (ISBN 978-2-5050-0378-6, présentation en ligne)
- Masashi Kishimoto (trad. Sébastien Bigini), Naruto tome 38 : Le fruit de l’entraînement… !!, Kana, coll. « Shonen Kana / Naruto », 19 septembre 2008, 192 p., Tankōbon / 115x175mm (ISBN 978-2-5050-0432-5, présentation en ligne)
- Masashi Kishimoto (trad. Sébastien Bigini), Naruto tome 41 : Le choix de Jiraya !!, Kana, coll. « Shonen Kana / Naruto », 19 avril 2009, 192 p., Tankōbon / 115x175mm (ISBN 978-2-5050-0558-2, présentation en ligne)
- Masashi Kishimoto (trad. Sébastien Bigini), Naruto tome 43 : Celui qui sait, Kana, coll. « Shonen Kana / Naruto », 21 août 2009, 240 p., Tankōbon / 115x175mm (ISBN 978-2-5050-0670-1, présentation en ligne)
- Masashi Kishimoto (trad. Sébastien Bigini), Naruto tome 44 : Traditions d’ermites… !!, Kana, coll. « Shonen Kana / Naruto », 23 octobre 2009, 192 p., Tankōbon / 115x175mm (ISBN 978-2-5050-0711-1, présentation en ligne)
- Masashi Kishimoto (trad. Sébastien Bigini), Naruto tome 45 : Konoha, théâtre de guerre !!, Kana, coll. « Shonen Kana / Naruto », 4 décembre 2009, 192 p., Tankōbon / 115x175mm (ISBN 978-2-5050-0754-8, présentation en ligne)
- Masashi Kishimoto (trad. Sébastien Bigini), Naruto tome 46 : Le retour de Naruto !!, Kana, coll. « Shonen Kana / Naruto », 15 janvier 2010, 192 p., Tankōbon / 115x175mm (ISBN 978-2-5050-0788-3, présentation en ligne)
- Masashi Kishimoto (trad. Sébastien Bigini), Naruto tome 47 : La libération du sceau !!, Kana, coll. « Shonen Kana / Naruto », 5 mars 2010, 192 p., Tankōbon / 115x175mm (ISBN 978-2-5050-0869-9, présentation en ligne)
- Masashi Kishimoto (trad. Sébastien Bigini), Naruto tome 49 : Le Conseil des Cinq Kage… !!, Kana, coll. « Shonen Kana / Naruto », 2 juillet 2010, 192 p., Tankōbon / 115x175mm (ISBN 978-2-5050-0871-2, présentation en ligne)
- Masashi Kishimoto (trad. Sébastien Bigini), Naruto tome 50 : Duel à mort dans la prison aqueuse !!, Kana, coll. « Shonen Kana / Naruto », 3 septembre 2010, 192 p., Tankōbon / 115x175mm (ISBN 978-2-5050-0956-6, présentation en ligne)

### Tomes en japonais
- (ja) Masashi Kishimoto, NARUTO - 41 (NARUTO―ナルト―　　41?) : Jiraiya no Sentaku!! (自来也の選択！！?), Shūeisha, coll. « Jump Comics (ジャンプコミックス, Janpu Comikkusu?) / Naruto »,‎ 4 février 2008, 192 p., shinsho (新書, shinsho?) / Tankōbon / 175x115mm (ISBN 978-4-08-874472-8, présentation en ligne)
- (ja) Masashi Kishimoto, NARUTO - 54 (NARUTO―ナルト―　　54?) : Heiwa e no kakehashi (平和への懸け橋?), Shūeisha, coll. « Jump Comics (ジャンプコミックス, Janpu Comikkusu?) / Naruto »,‎ 29 décembre 2010, 192 p., shinsho (新書, shinsho?) / Tankōbon / 175x115mm (ISBN 978-4-08-870143-1, présentation en ligne)